# Severní Karolína
Severní Karolína (anglicky North Carolina  [ˌnɔrθ kærəˈlaɪnə]IPA, oficiálně State of North Carolina) je stát nacházející se na východním pobřeží Spojených států amerických, v Jihoatlantské oblasti jižního regionu USA. Severní Karolína hraničí na severu s Virginií, na západě s Tennessee, na jihozápadě s Georgií a na jihu s Jižní Karolínou. Východní ohraničení státu tvoří Atlantský oceán.
Se svou rozlohou 139 390 km² je Severní Karolína 28. největším státem USA, v počtu obyvatel (10,1 milionu) je však devátým nejlidnatějším státem a s hodnotou hustoty zalidnění 80 obyvatel na km² je na čtrnáctém místě. Hlavním městem je Raleigh se 450 tisíci obyvateli. Největšími městy jsou Charlotte s 830 tisíci obyvateli, dále Greensboro (290 tisíc obyv.), Durham (260 tisíc obyv.), Winston-Salem (240 tisíc obyv.) a Fayetteville (200 tisíc obyv.). Severní Karolíně patří 484 km pobřeží Atlantského oceánu. Nejvyšším bodem státu je vrchol Mount Mitchell s nadmořskou výškou 2037 m v Appalačském pohoří. Největšími toky jsou řeky Chowan, Neuse, Tar, Cape Fear a Pee Dee, které se všechny vlévají do Atlantského oceánu. Stát leží díky své poloze ve třech klimatických pásmech. Východní pobřeží je v mírném regionu, další chladnější klimatické pásmo tvoří plošina Piedmont a třetím jsou horské oblasti Appalačského pohoří. Flóra a fauna je rozmanitá a sahá od bažinatého pobřeží s výskytem aligátorů až po borové lesy na západě, ve kterých se vyskytují medvědi a jelenci běloocasí.
Původ státu sahá do dob anglické korunní kolonie, která byla založena v roce 1663 a pojmenována na počest anglického krále Karla I. Ta se roku 1729 rozdělila na severní a jižní část. V roce 1776 byla Severní Karolína jednou ze 13 kolonií, které vystoupily v americké deklaraci nezávislosti na britské koruně, a stala se tak jedním z původních třinácti zakládajících států USA. Jako dvanáctý stát v pořadí ratifikovala Ústavu Spojených států amerických, k čemuž došlo 21. listopadu 1789. Od roku 1792 je hlavním městem státu Raleigh, které obdrželo své jméno na počest objevitele pobřeží Severní Karolíny, sira Waltera Raleigha. Během americké občanské války v letech 1861–1865 byla Severní Karolína členem Konfederace. Za poválečné obnovy vstoupila roku 1868 znovu do Unie a změnila se z převážně zemědělské země, kterou byla až do první poloviny 20. století, v průmyslový stát. Po New Dealu v třicátých letech 20. století se Severní Karolína stala centrem amerického finančnictví. Mají zde sídlo společnosti zabývající se špičkovým vývojem a výzkumem v různých oborech průmyslu.
Severní Karolína je devátým nejlidnatějším státem USA, její populace má vzrůstající tendenci. V červenci 2016 zde měla přes 10 milionů obyvatel. Odhaduje se, že asi pětina obyvatel státu je afroamerického původu, dále zde žije osm kmenů původních obyvatel Ameriky. Severní Karolína je součástí biblického pásu (anglicky Bible Belts), obyvatelstvo je převážně protestantského vyznání. Obyvatelé Severní Karolíny byli do 1. poloviny 20. století převážně voliči demokratů, v druhé polovině 20. století se politická orientace posunula ve prospěch konzervativních republikánů. V prezidentských volbách v roce 2008 znovu zvítězil demokratický kandidát.
Severní Karolína je součástí jižanského kulturního okruhu, a to jak v regionální hudbě, tradiční jižanské kuchyni a v tradičních přírodních divadlech s charakteristickými jižanskými znaky, zatímco v architektuře se zde promísilo mnoho různých vlivů. Je zde množství muzeí, přírodních a národních parků a jednotlivých staveb nadregionálního významu. Magnetem pro návštěvníky Severní Karolíny je Národní park Great Smoky Mountains, nejnavštěvovanější národní park v USA. Další atrakcí jsou každoroční automobilové závody NASCAR a sportovní soutěže pořádané univerzitami.

## Dějiny

### Původní obyvatelé a osídlení Angličany

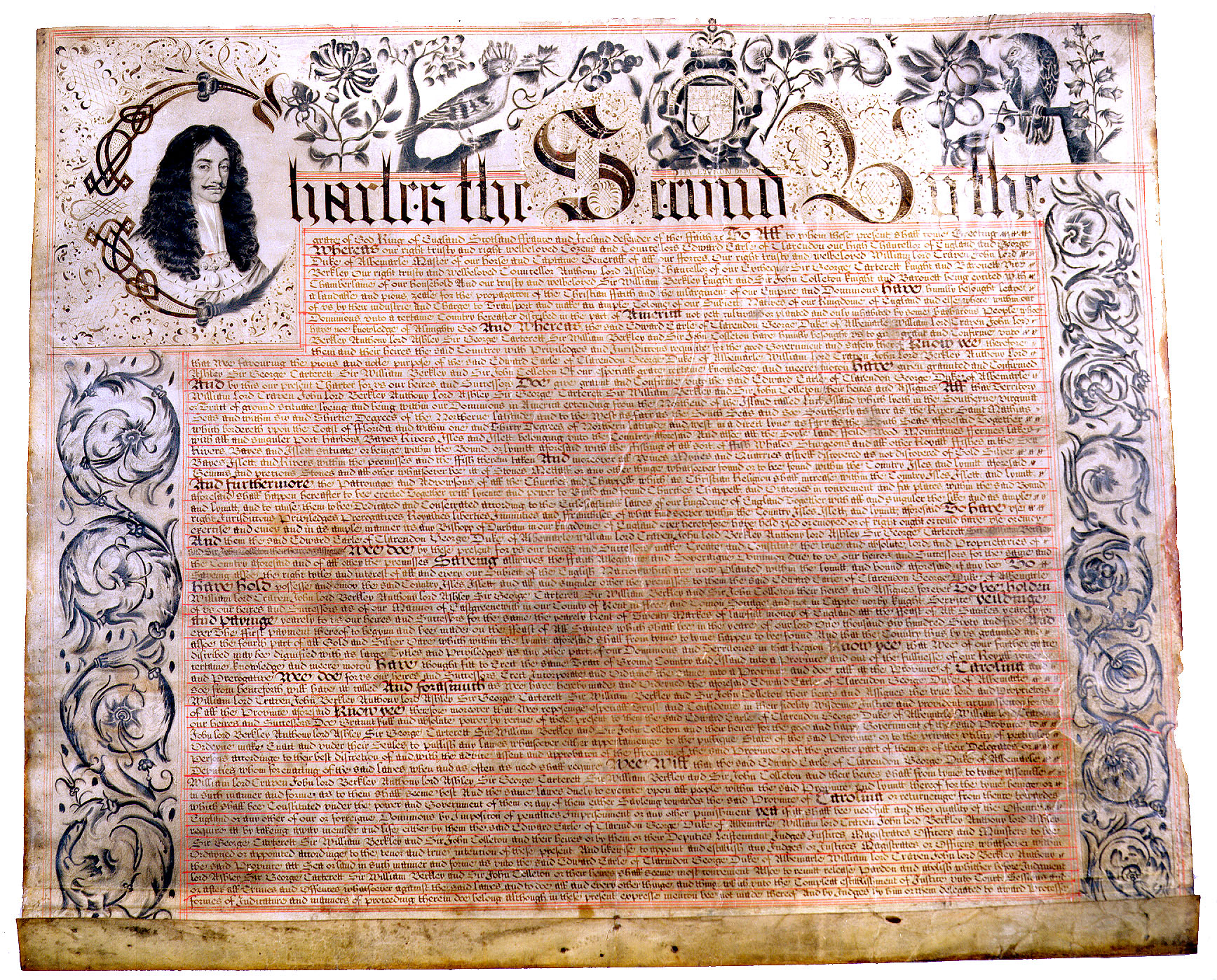
První strana královské listiny z roku 1663

Osídlení indiánskou populací v Severní Karolíně sahá až do paleoindiánského období v 10. tisíciletí před naším letopočtem. Lovci a sběrači žili nejprve v Piedmontu. Z archaické doby, asi 7 500 až 1 000 před naším letopočtem se dochovaly hroty šípů, které jsou pojmenovány podle naleziště v Uwharrie Mountains, Hardaway. Jedná se o nejdůležitější naleziště na východním pobřeží Ameriky, protože bylo osídleno nepřetržitě po tisíce let a archeologické naleziště se dochovalo neporušené. Tundru z doby ledové nahradily husté lesy, lidé změnili způsob života v tom smyslu, že již nenásledovali stáda jelenů karibu, ale zdržovali se spíš na přiměřeně velkém území. Ořechy, zelenina a ryby představovaly důležitou část stravy, počet obyvatel narůstal. Kamenné nádoby a dřevěné nástroje se staly předmětem obchodu, obrovské množství ryolitu bylo těženo v Morrow Mountains a obchodováno na území 75 000 km², a nakonec se vytvořil jakýsi druh zahradnictví, ve kterém hrály ústřední roli dýně, dále žaludy a ořechy z ořechovce. Mezi lety 6000 až 3000 před naším letopočtem bylo velice teplé období, které umožnilo velký populační růst, území jednotlivých kmenů se začalo dramaticky zmenšovat, stále více a více vesnic bylo založeno podél řek, které stále více provozovaly kolem roku 3000 před naším letopočtem zahradnictví. Lov se provozoval pouze sezónně, obchod na velké vzdálenosti přinesl mušle od Mexického zálivu, měď od Velkých jezer v této oblasti a vznikla rozsáhlá síť cest.
Tuto kultura se vyměnila přibližně kolem roku 1000 před naším letopočtem kulturou Woodland a Mississippi, které měla kontinuitu přibližně až do roku 1000 našeho letopočtu. Zvláště důležitý byl nástup používání keramiky, tzn. Swannanoa ware, a není jasné zda se jednalo o přistěhovalé skupiny či původní skupiny přijali technologii výroby keramiky. Tyto skupiny jsou již předky historických kmenů, se kterými se setkali první Evropané. Perioda od roku 300 před naším letopočtem do roku 200 našeho letopočtu se nazývá Pigeon, po ní následuje Connestee.
Kultura Mississippi měla značný vliv. Rozsáhlé oblasti byly pojmenovány jako Hopewell Interaction Sphere po kultuře Hopewell. Severní Karolína byla rozdělena do dvou kulturních oblastí. Zatímco v pobřežní oblasti a severním Piedmontu asi od roku 1000 dominovala kultura s názvem Late Woodland, která navazovala na předchozí kultury, a měla pravděpodobně rovnostářskou politickou a sociální strukturu, v horských oblastech a v jižním Piemontu byla společnost výraznější rozvrstvená. Dědičně vládnoucí třída používala dálkové trasy k nákupu luxusního zboží, například mušlí a vzácných kamenů, později i slídy, která se stala novou komoditou. Mounds Nununyi a Town Creek ukazují na vlivy, které změnily vztah lidí ke smrti. Pohřebistě Town Creek Indian Mound je nejnavštěvovanějším archeologických nalezištěm v Severní Karolíně. Skrývá Mound, posvátné a vrchnostenské budovy. Jsou pozůstatkem kultury, která vzkvétala v letech 950 do 1400, a je známá jako Pee Dee, je pojmenována po místní řece. Zmizela před rokem 1600. Již kolem roku 900 začalo intenzivní pěstování kukuřice, po roce 1200 byli z malých sídel větší vesnice se 150 obyvateli a 15 až 20 domy postavenými kolem centrálního prostoru, a jejich počet a velikost kolem roku 1400 výrazně vzrostla.
Směrem od pobřeží podél řeky Neuse River je kulturní hranice mezi Severem a Jihem. Jižně od řeky převládají již od roku 2000 před naším letopočtem, pravděpodobně z Georgie převzaté hliněné nádoby zpevněné rostlinnými vlákny (Stallings ware), na severu se prosadila skutečná keramika. Většina Mounds se nachází na jih od Neuse River. Obyvatelé Severní Karolíny z velké části vedli usazený způsob života, žili venkovským způsobem života (Eastern Agricultural Complex), bez dlouhodobé změny. Začalo převládat pěstování fazole, kukuřice a dýní, zatímco význam ořechů klesal. Třetím kulturním regionem byla oblast hor na západě, která byla později obývána Čerokíjů (Pisgah, v letech 1000 až 1450, poté Qualla). I tam větší vesnice postavili Mounds. Ze severu se přistěhovalo přibližně 800 skupin Irokézů (Cashie, do roku 1750).
Když v roce 1524 připlul první Evropan Giovanni da Verrazano během hledání cesty do Tichého oceánu u břehů Severní Karolíny, ta byla obydlena kmeny Čerokíjů, Tuscarora, Muskogee, Cheraw, Tutelo, Catawba a dalšími menšími, s Irokézy a Algonquian příbuznými kmeny.
V roce propůjčila 1584 královna Alžběta I. siru Raleigtovi listinu k založení anglické kolonie, pozdější kolonie Roanoke. První pokus o osídlení selhal. Druhý pokus začal na jaře roku 1587. Skupina 110 osob osídlila ostrov Roanoke. Na něm se narodila 18. srpna 1587 Virginia Dare, první dítě anglických mluvících osadníků v Novém světě. Když se vůdce osadníků v roce 1590 znovu vrátil na ostrov, našel zde jen pozůstatky z osídlení. Nikdy nebylo vysvětleno, co se v osadě odehrálo. Tato druhá osada vstoupila do historie jako "ztracená kolonie" (Lost Colony). Zmizení jejich obyvatel je stále důvodem ke spekulacím.

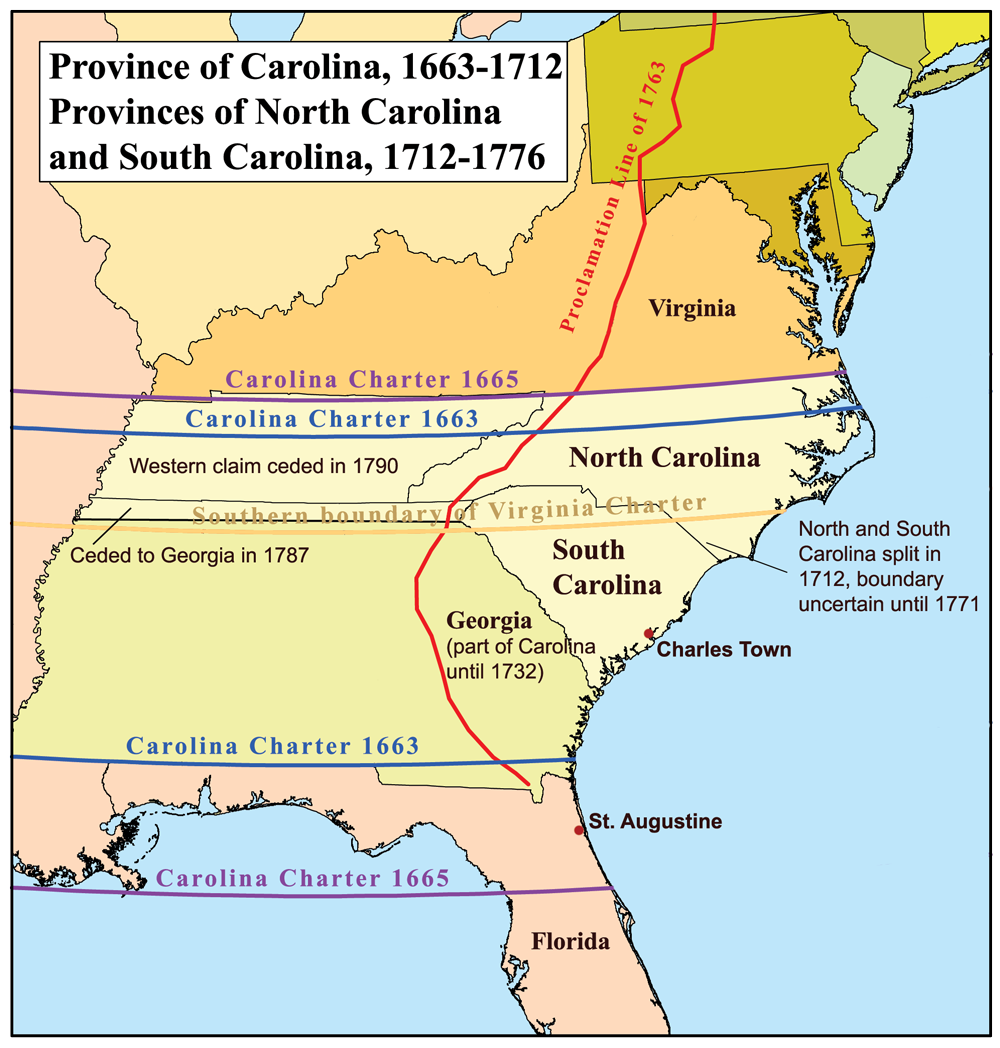
Územní vývoj Karolín mezi lety 1663 až 1776

Po restauraci Stuartovců v roce 1663 král Karel II. udělil osmi věrným listinu k založení nové kolonie, měli ji řídit jako její vlastníci. Na počest svého otce Karla I. (latinsky Carolus), byla pojmenována Carolina. V okolí Albemarle Sound dnešní Severní Karolíny se již usadili v roce 1650 osadníci z Virginie, ale další kolonizace byla pomalá. Do roku 1700 bílí osadníci kolonizovali pobřeží na jih až k Pamlico River, roku 1722 až k Bogue Sound, blízko dnešního Jacksonville. V druhém důležitém místě osídlení v okolí přístavního města Charleston zůstali osadníci dlouho izolováni, takže se v Severní a Jižní Karolíně od počátku osídlení vytvořili dva zcela rozdílné vládní a správní systémy, které byly v letech 1664 až 1691 řízeny dvěma guvernéry. Zákonodárci se poprvé sešli v roce 1664 v Albemarle. Teprve roku 1701 majitelé uznali (Lord Proprietors) rozdělení Severní a Jižní Karolíny a od roku 1712 měla zodpovědná osoba za severní osady, přidělený titul guvernér Severní Karolíny. V roce 1729 se staly obě Karolíny korunními koloniemi a jejich rozdělení bylo dokončeno.
Společensky a politicky se Severní Karolína v koloniálních dobách podobala více severnímu sousedovi, Virginii, než Jižní Karolíně. Zatímco Jižní Karolína byla v 18. století vybudována především otroky, nad nimiž stála politicky a ekonomicky vládnoucí vrstva plantážníků rýže, většina populace na severu žila na malých farmách, kde se pěstoval tabák, obilí a choval dobytek. Černoši představovali na jihu v roce 1710 asi 38 procent populace, na severu pouze 6 procent. V protikladu s jihem se na severu v souvislosti se založením okresů vytvořila místní správní struktura. Na rozdíl od jihu se na severu zřízením okresů a v některých městech vytvořila místní řídící struktura. V roce 1705 bylo jako první město Severní Karolíny založeno Bath.

### Severní Karolína za americké války za nezávislost
V pozdních šedesátých letech 18. století vzniklo napětí mezi zemědělci pocházejícími z nižší společenské třídy z Piedmontu a plantážníky z pobřežní oblasti. Zjevné plýtvání veřejnými prostředky guvernérem Williamem Tryonem při budování nového sídla vlády, Tryon Palace v New Bernu, přinesl výbuch nespokojenosti zemědělců a přerostl v otevřené povstání. Tryon vyhrál 17. května 1771 bitvu u Alamance, a tím ukončil na sedm let trvající konflikt. Někteří historici vidí v tomto povstání predispoziční faktory pro vypuknutí – nebo již první vojenský akt Americké války za nezávislost.
V Charlotte obyvatelé okresu Mecklenburg County dne 20. května 1775 údajně vydali první prohlášení o nezávislosti během americké revoluce, ale nedochoval se žádný důkaz o této události.
Datum Mecklenburg Declaration of Independence je ale na pečeti a vlajce státu Severní Karolína. Dne 12. dubna 1776 v kongresu provincie Severní Karolína bylo usneseno vyhlásit nezávislost na britské koruně. Tím se stala Severní Karolína první kolonií, která své zástupce ve druhém kontinentálním kongresu zmocnila takzvaným Halifax Resolves odtrhnout se od Anglie. Tato událost je také vzpomínána na pečeti a vlajce Severní Karolíny datem 12. duben 1776.
Severní Karolína zůstala v prvních letech války do značné míry ušetřena od válečných událostí, ale později v letech 1780 až 1781 se stala hlavním dějištěm války. Velkého vítězství dosáhli Američané 7. října 1780 v bitvě u Kings Mountain. Po vítězství nad Brity 17. ledna 1781 v bitvě u Cowpens nalákal Nathanael Greene britské vojáky do vnitrozemí. Tím je odřízl od ze skladů v Charlestonu. Tento manévr vešel ve známost jako „The Race to the Dan“.
Vojska generálů Greeneho a Cornwallise se utkala dne 15. března 1781 v bitvě u Guilford Court House. Ačkoli britské síly zvítězily, byly zdecimovány ztrátami. To vedlo nakonec k jejich porážce v říjnu roku 1781 v bitvě u Yorktownu. Po vítězství americko-francouzské armády byla nezávislost někdejších kolonií na britské koruně bezpečně zajištěna. Válčící strany podepsaly v září 1783 Pařížský mír, ve kterém Británie uznala Ameriku jako suverénní stát.

### Mezi válkami (1783-1861)
Návrh Ústavy USA byl v Severní Karolíně v roce 1787 přijat velmi rozdílně. Teprve o rok později se delegáti shodli na její podpoře v Fayetteville a Severní Karolína ústavu jako dvanáctý a poslední stát ratifikovala. V roce 1790 Severní Karolína předala západní část země vládě. Oblast byla v letech 1790 až 1796 označena jako Tennessee Territory. V roce 1796 na jeho území nakonec vzniklo Tennessee jako 16. spolkový stát Unie.
Prosperita a hospodářský růst v silně zemědělsky založeného státu závisely na otrocké práci., v prvních letech po založení zejména na pěstování tabáku. Po revoluci se kvakeři a mennonité snažili majitele otroků přesvědčit o propuštění otroků na svobodu. Počet černochů (svobodných i otroků) v Severní Karolíně přesto v průběhu prvních desetiletí po válce za nezávislost stoupal.
Ačkoli otroctví bylo míň rozšířené než na hlubokém jihu, v roce 1860 při sčítání lidu víc než 330 000 lidí, tj. 33 % populace, byli Afroameričani žijící v otroctví.
V roce 1840 byla dokončena dodnes stojící vládní budova v Raleighu. Na rozdíl od mnoha jiných států na jihu se v Severní Karolíně nevyvinula žádná dominantní „aristokracie plantážníků“, ale stát a jeho vláda byl z velké části kontrolována samostatně hospodařícími rolníky ze střední třídy. V polovině 19. století byly venkovské oblasti Severní Karolíny spojeny přes 208 km dlouhou „železnicí farmářů“ (anglicky „farmer’s railroad“"). Vedla z Fayetteville na východě až do Bethanie severozápadně od Winston-Salemu, a byla postavena z dřevěných kolejnic.

### Americká občanská válka a znovusjednocení

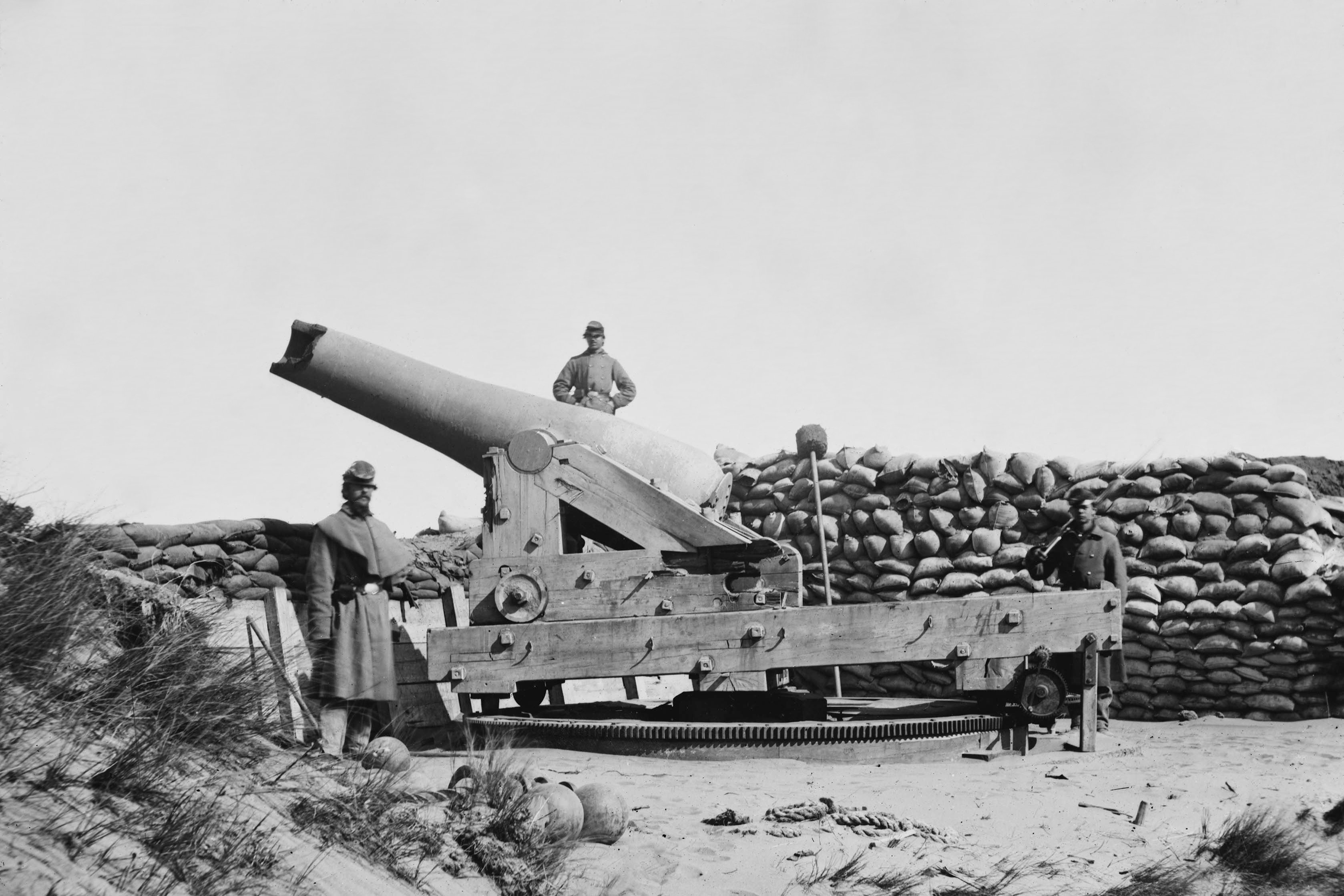
Poškozené dělo armády konfederace v Fischer Gun

V roce 1860 již v Severní Karolíně existovala dlouholetá tradice otroctví. Přesto se z počátku nechtěla připojit ke Konfederaci, teprve výzva prezidenta Abrahama Lincolna ke vstupu do sousedního státu Jižní Karolína, byla impulsem ke vstupu do konfederace. I po vstupu do ní někteří zemědělci odmítali podporovat konfederaci, především ti, kteří nevlastnili otroky.
] Přesto byli muži ze všech částí Severní Karolíny v rámci armády Severní Virginie jednou z nejdůležitějších složek armády Konfederace a zúčastnili se nejdůležitějších bitev války.
Největší bitva v oblasti Severní Karolíny byla bitva u města Bentonville na jaře roku 1865. Byla neúspěšným pokusem konfederačního generála Joseph E. Johnston, zastavit postup vojsk Unie pod vedením generálmajora Williama T. Shermana přes území obou Karolín. Tím se vzdal poslední větší bojový svaz Konfederace a ukončil se válečný konflikt. Wilmington se jako poslední přístav konfederace vzdal na počátku léta roku 1865.
Severní Karolína přijela novou ústavu, která podporovala vzdělávání, zakázala otroctví, zavedla všeobecné volební právo a vytvořila sociální instituce
a 4. července 1868 vstoupila znovu do Unie. 14. dodatek Ústavy Spojených států zajistil rovné zacházení s občany po občanské válce a byl také ratifikován. Během obtížného období rekonstrukce byl Andrew Johnson, rodák ze Severní Karolíny v letech 1865–1869 prezidentem Spojených států amerických.

### Vývoj Severní Karolíny po občanské válce
Na konci 19. století se v Piedmontu rozvinul bavlnářský a textilní průmysl a rozvoj textilního průmyslu poskytl alternativu k současnému převládajícímu zemědělství. Dne 17. prosince 1903 bratři Wrightové uskutečnili první úspěšný let v historii letadlem těžším než vzduch, poháněným motorem v Kitty Hawk v Severní Karolíně.
V reakci na rasové rozdělení, zbavení občanských práv a problémy v zemědělství, desítky tisíc Afroameričanů v letech 1910 až 1930 opustili Severní Karolínu. Odešli v naději na lepší životní podmínky a usadili se zejména v velkých městech na severu země USA.
Počátkem 20. století se v Severní Karolíně ve velkém měřítku uskutečnila iniciativa pro vzdělávání a výstavbu silnic na podporu ekonomiky státu. Státní výstavba silnic začala v roce 1920, poté, co se auta stala oblíbeným dopravním prostředkem. Během prvního desetiletí 20. století se mnoho důležitých institucí ozbrojených sil Spojených států amerických usadilo v Severní Karolíně, například v Fort Braggu.

### Severní Karolína po New Dealu

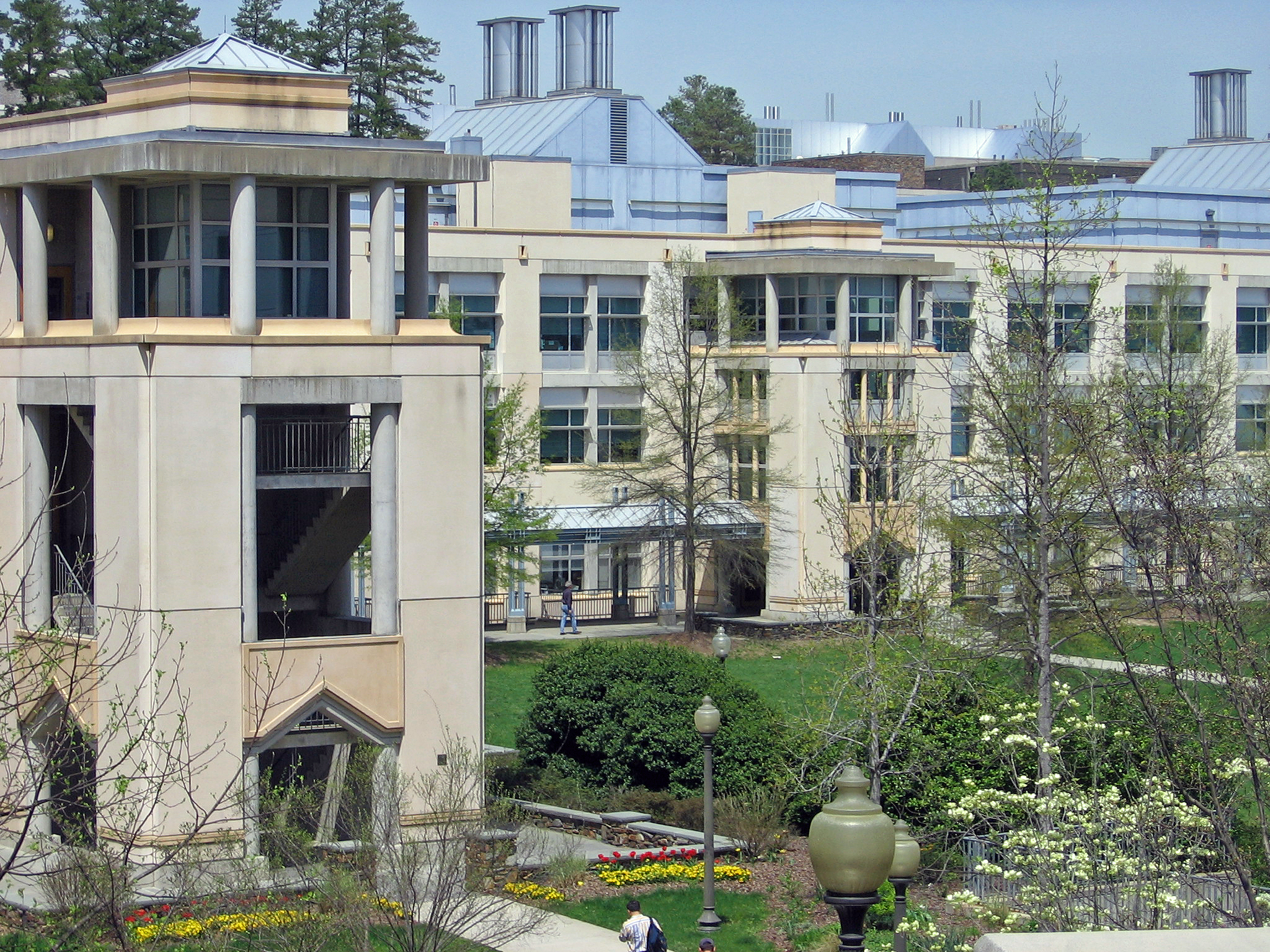
Levine Science Research Center v Duke University

New Deal, program na oživení domácí americké ekonomiky prezidenta Franklina D. Roosevelta, měl velký vliv na pokrok v Severní Karolíně v oblasti vzdělávání a v průmyslu. Během druhé světové války dodávala Severní Karolína ozbrojeným silám  řadu místních výrobků. V Severní Karolíně byl také kladen důraz na výzkum a univerzity.
V roce 1931 byla v Raleighu založena Voters League Negro, která vedla kampaň pro registraci voličů z afroamerické komunity. Práce v oblasti desegregace a obnovení občanských práv pro afroamerickou populaci pokračovala na celém území Severní Karolíny. Afroameričtí studenti North Carolina Agricultural and Technical State University uskutečnili Greensboro sit-ins,a tato forma odporu se rozšířila po celém jihu USA. Po schválení Civil Rights Act z roku 1964 a Voting Rights Act z roku 1965 se začala afroamerická populace plně podílet na politickém životě. V roce 1973 Clarence Lightner po úspěšné kandidatuře na funkci starosty města Raleigh přepsal americkou historii. Stal se prvním Američanem černé pleti na jihu Spojených států, který byl zvolen starostou a navíc ve městě s převážně bělošskou populací.
V roce 1971 byla ratifikována třetí Ústavu státu Severní Karolína, a její dodatek z roku 1997 dává guvernérovi právo veta ve většině legislativních rozhodnutí. Demokrat Jim Hunt byl v roce 1996 po čtvrté za sebou zvolen guvernérem, a tím vytvořil rekord v tradičně republikánské Severní Karolíně,
Elaine Marshall byla jako první žena zvolena do úřadu státního tajemníka, významného úřadu na federální úrovni.

## Symboly

### Další symboly
Kromě vlajky a pečeti má Severní Karolína řadu dalších oficiálních státních symbolů, které slouží jako symboly státu. Státními barvami jsou červená a modrá. Symbolem státu je také borovice bahenní, která roste v močálech Severní Karolíny a je státním stromem Severní Karolíny, dřín květnatý je státní květinou, kardinál červený je státním ptákem a velmi rozšířená veverka popelavá je státním zvířetem. Tradiční sladké brambory a plody révy okrouhlolisté jsou státními potravinami.
Severní Karolína má přezdívku „Old North State“ (Starý severní stát) či „Tar Heel State“ (Stát térových pat), obyvatelé jsou označováni jako (anglicky Tar Heels). Přesný původ výrazu je nejasný, ale většina odborníků se domnívá, že původ je nutno hledat v těžbě dehtu, pryskyřice a terpentýnu v rozsáhlých borových lesích bývalé britské kolonie.

## Geografie

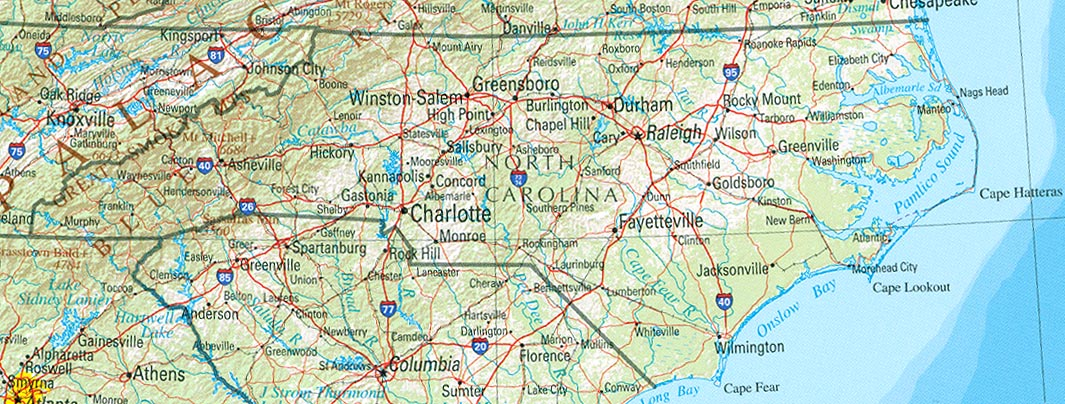
Mapa Severní Karolíny

Severní Karolína se nachází na jihovýchodním pobřeží Spojených států, hraničí s Jižní Karolínou a Georgií na jihu, na západě s Tennessee a Virginií na severu. Na východě se nachází pobřeží Atlantského oceánu. Severní hranici státu tvoří 34. rovnoběžka, západní hranice státu vede na hřebenu Apalačského pohoří. Nejjižnější bod státu se nachází na 33°50' severní šířky, ve směru ze severu na jih měří stát 240 kilometrů, z východu na západ mezi 75° 30' a 84° 15' západní délky měří přibližně 800 km. Stát má rozlohu 139 390 km², což je o něco málo více než rozloha bývalého Československa.

### Regiony
Geograficky a geologicky se Severní Karolína od východu na západ dělí na tří hlavní oblasti: pobřežní nížiny při pobřeží Atlantiku, plošinu Piedmont ve vnitrozemí a horské oblasti Appalačského pohoří.

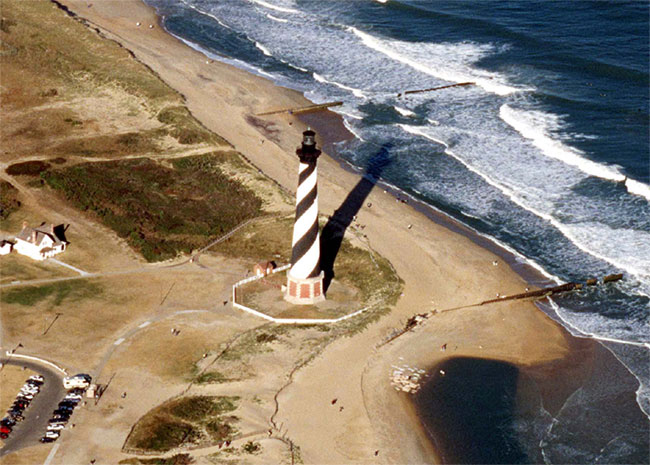
Maják na Cape Hatteras National Seashore na Outer Banks před pobřežím Severní Karolíny

Přibližně dvě třetiny státu tvoří pobřežní nížina při pobřeží Atlantského oceánu. Půdní pokryv je zde slabý, půdy jsou písčité a jsou pokryty hustými borovými lesy s příměsí jiných stálezelených dřevin. Půdy jsou vhodné především pro pěstování tabáku, sójových bobů, melounů a bavlny. Tento region, který zahrnuje Inner Bank, tvoří venkovskou Severní Karolínu. Nachází se zde jen několik větších měst. Před pobřežím se nachází Outer Banks, řetěz malých ostrovů a pohyblivých dun, které tvoří bariéru mezi Atlantským oceánem a vnitrozemskými vodami. Outer Banks obklopují dvě největší laguny ve Spojených státech, Albemarle Sound na severu a Pamlico Sound na jihu, jejichž rozloha je větší než rozloha amerického státu Connecticut. Na pobřeží Severní Karolíny je nedostatek vhodných přírodních přístavů, takže zde nikdy nebyl založen žádný významný přístav, jako je Charleston v Jižní Karolíně nebo Savannah v Georgii. Nejdůležitější přístav ve státě, Wilmington, se nachází asi 25 km ve vnitrozemí u mysu Cape Fear River. Pobřežní nížina je největší a geologicky nejmladší částí státu. Je složena převážně z usazených hornin, většinou z písku a hlín, na jižním pobřeží se vyskytuje také vápenec. Hospodářsky nejvýznamnějším minerálem státu je fosfát, který se zde těží a využívá se v zemědělství jako hnojivo. Pobřežní nížinu ohraničuje 90 metrů nad současnou hladinou moře tři miliony let staré mořské pobřeží, známé jako Fall zone (tj. jako oblast vodopádů). Zde plošina Piedmont poměrně strmě spadá do pobřežní oblasti a řeky tekoucí z Appalačských hor zde tvoří peřeje a vodopády.
Region Piedmont ve středu státu je nejvíce urbanizovaná a nejhustěji osídlená část Severní Karolíny. Piedmont má kopcovitý ráz, krajina je zde občas přerušena výběžky Appalačského pohoří a údolími řek, které jsou zbytky zcela erodovaných vyšších hor. Geologická struktura krajiny vznikla Inner Piedmont Beltem, který má stáří 750 až 500 milionů let, která ovlivnila Kings Mountain Belt, Milton Belt, Charlotte Belt, Carolina Slate Belt, Raleigh Belt a Eastern Slate Belt které mají stáří od 650 do 300 milionů let. Mnohem mladší součástí Piedmontu jsou také Triassic Basins o staří 200 až 190 milionů. Jsou to bývalé sníženiny příkopů, které byly vyplněny blátem a sedimenty přilehlých vyšších oblastí. V Carolina State Beltu byl v roce 1799 dokumentován první nález zlata na území USA a na počátku 19. století se zde provozovaly doly na těžbu zlata. Nyní se kromě lithia v tomto regionu těží hlavně žula, rula a další materiály pro stavebnictví. Nadmořská výška regionu Piedmont je 90 metrů nad mořem na východě až 300 metrů nad mořem na západě. Půdy se skládají převážně z tenkých hliněných vrstev promísených kameny, pouze na východním okraji náhorní plošiny jsou písčité kopce, což je bývalá pobřežní linie s dunami a plážemi. Jsou zde na vlhkých půdách pěstovány hlavně broskve a melouny, kterými je tento region známý. Od roku 1970 stouplo tempo urbanizace krajiny a zemědělství bylo do značné míry potlačeno, krajina získala předměstskou strukturu.

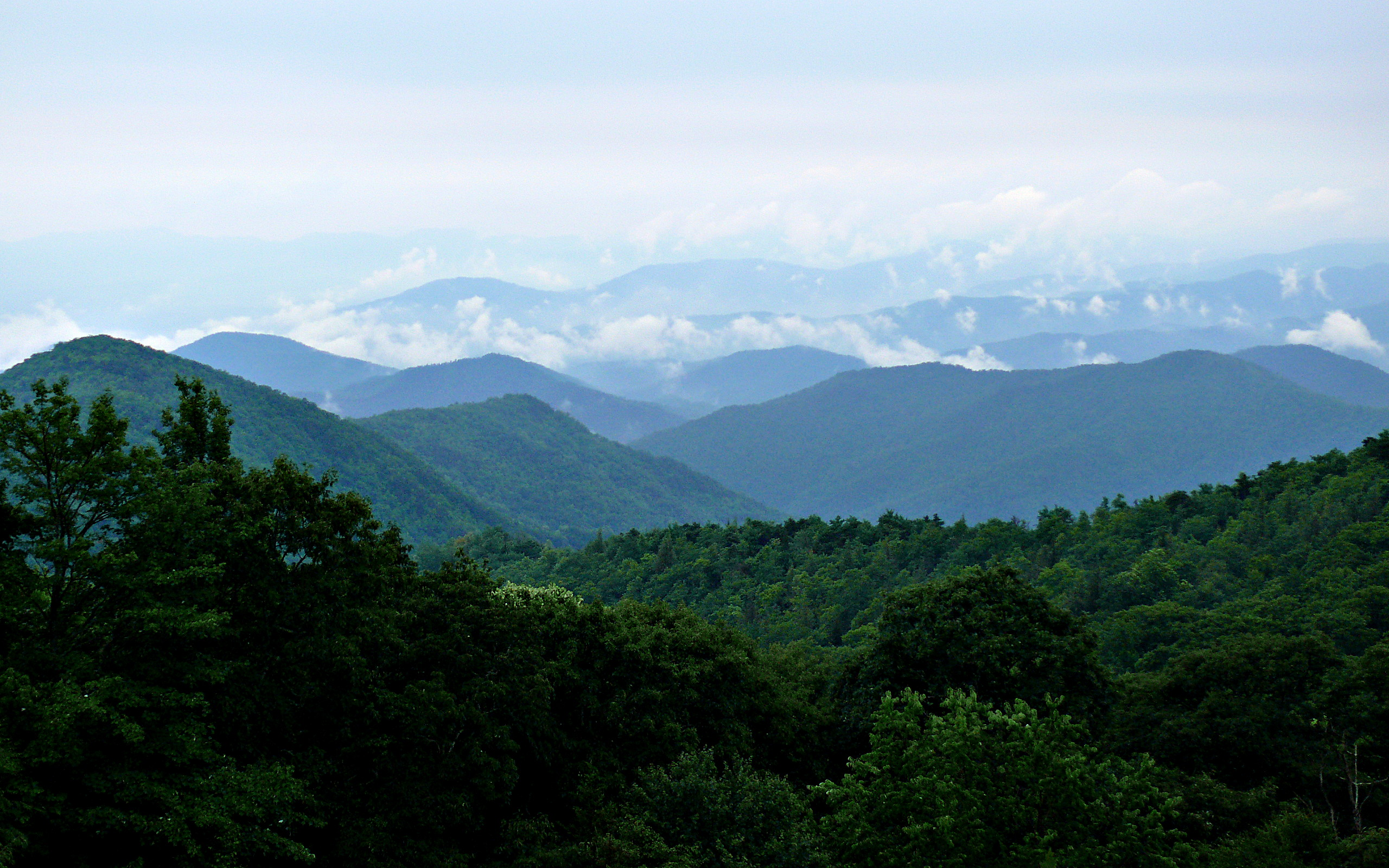
Blue Ridge Mountains na západě Severní Karolíny

Appalačské pohoří tvoří západní hranici Severní Karolíny. Pohoří lze v oblasti Severní Karolíny rozdělit do čtyř pásem. Blue Ridge Mountains jsou největším pohořím a probíhají přes západní část státu, s občasnými vysokými výběžky do okolní krajiny. Nejvyšší horou pohoří je s nadmořskou výškou 2037 metrů nad mořem Mount Mitchell. Je zároveň nejvyšším bodem státu a také nejvyšší horou ve Spojených státech na východ od Skalistých hor. Great Smoky Mountains, známé také jako Smokies, tvoří západní hranici státu a jsou druhým nejvyšším pohořím Severní Karolíny. Nejstarší z přibližně půl miliardy let starých hornin se nachází v západní části státu. Blue Ridge Belt se nazývá horské pásmo, který zahrnuje také menší pohoří Murphy Belt a Grandfather Mountain Window, které je složeno z vulkanických, sedimentárních a metamorfovaných hornin, jako je živec, slída a křemen. Brushy Mountains je zřetelně menším a nižším pohořím, jeho nejvyšším vrcholem je Pores Knob. Nachází se 817 metrů nad mořem. Uwharrie Mountains jsou nejstarším, nejvýchodnější a nejnižším pohořím Severní Karolíny. Nejvyšší vrchol pohoří je High Rock Mountain, nacházející se ve výšce 350 metrů nad mořem. Mezi horami jsou úrodná údolí, kde se nachází mnoho řek a potoků. Hory jsou pokryté lesy, jen pár vrcholů je holých s prérijní vegetací. I když zemědělství v tomto regionu stále hraje důležitou roli, význam cestovního ruchu je na vzestupu a je nejdůležitějším hospodářským odvětvím horského regionu.

### Vodstvo

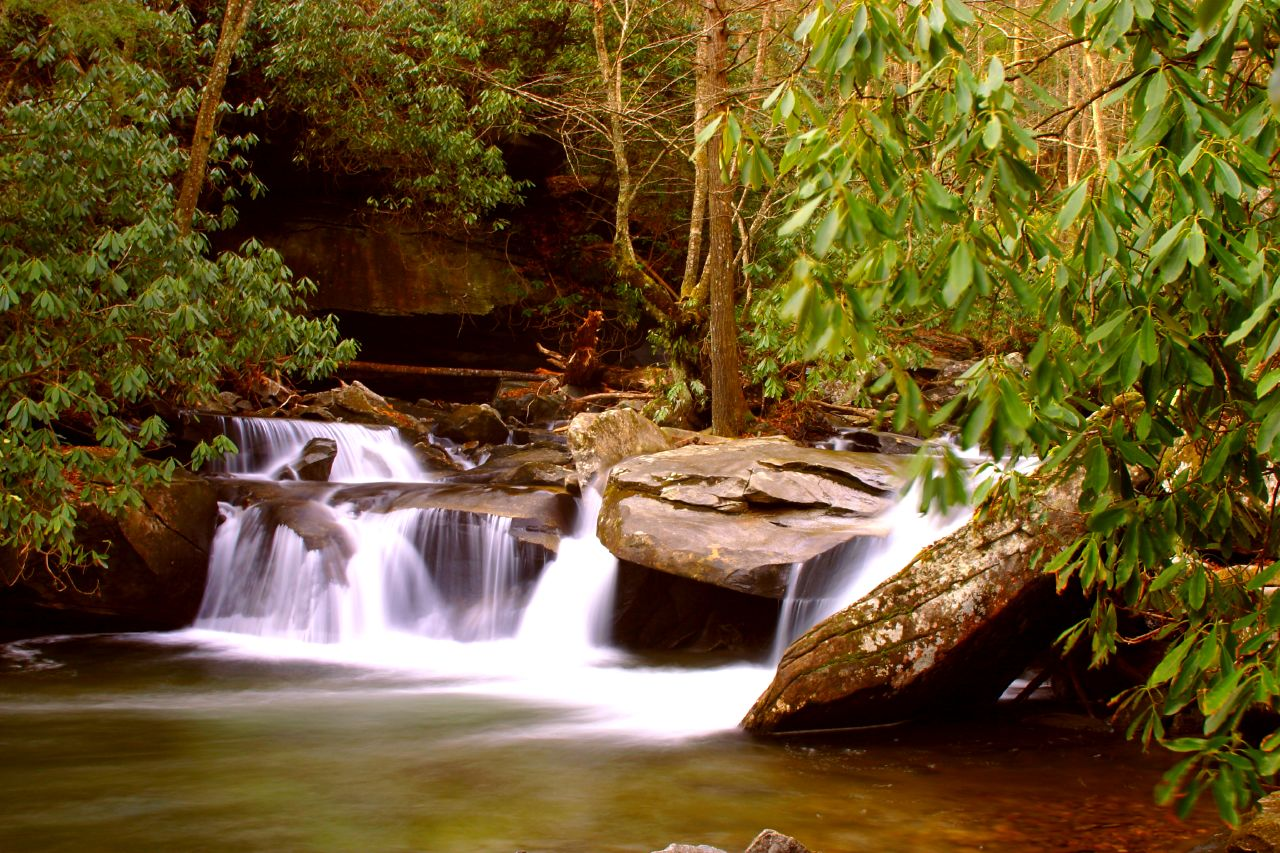
Davidson River v Transylvania County na západě Severní Karolíny

Říční systémy v Severní Karolíně lze rozdělit do dvou hlavních skupin. Východní hlavní rozvodí Severní Ameriky vede na hřebenu Appalačského pohoří. Pouze řeky v nejzápadnější části státu jsou odvodňované Mississippi do Mexického zálivu. Řeky, které pramení na východním úbočí hor tečou do Atlantského oceánu. Dále jsou rozděleny podle místa jejich ústí, která se nachází buď na území Severní nebo Jižní Karolíny. Rozdělení říčních systémů, které ústí do Atlantiku, je způsobeno tím, že výběžky pohoří Blue Ridge se vyskytují až u přístavního města Wilmington podél hranice s Virginií.
Catawba River a Yadkin River se svými přítoky protékají 30 okresy Severní Karolíny. Tečou jako vějíř přes celou Severní Karolínu a odvodňují její velkou část, než jejich tok překročí hranice do Jižní Karolíny a ústí do Atlantiku. Řeky Chowan, Roanoke, Tar, Neuse a Cape Fear River ústí do moře v Severní Karolíně a byly před výstavbou železnice důležitými obchodními cestami. Pouze jedna z řek ústí přímo do moře, ostatní meandrují v pobřežní nížině a ústí do lagun při pobřeží. Laguny a řeky do nich ústící vytvořily síť vodních cest dlouhou 1800 kilometrů, které jsou vhodné pro parní lodní dopravu a pro plachetnice.

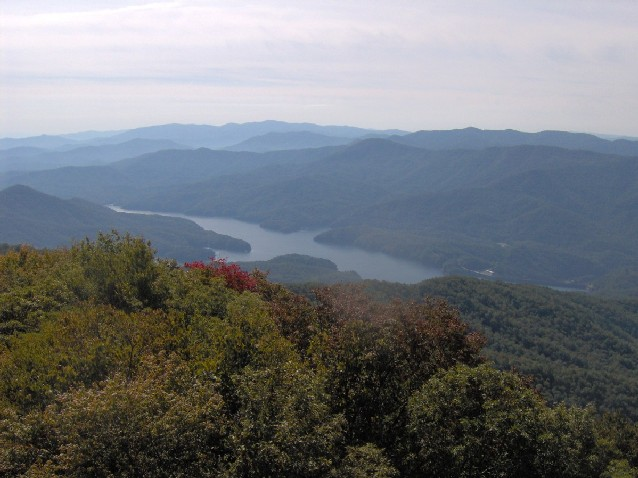
Fontana Lake tvoří část jihovýchodní hranice Národního parku Great Smoky Mountains, v pozadí Nantahala Mountains

Břehy řek jsou lemovány na horním toku lužními lesy s topoly, vrbami a olšemi, v mělkém dolním toku jsou lesy s tisovcem dvouřadým. V průběhu toku z náhorní plošiny do nížiny překonávají výškový rozdíl několika set metrů přes peřeje a vodopády. V koloniální minulosti mnoho pil a přádelen bavlny využívalo vodní energii a pomohlo tím k rozvoji mnoha měst a obcí. Laguny a plochá pobřežní nížina jsou bohaté na ryby a kolonie vodního ptactva.
V Severní Karolíně lze všude nalézt mnoho menších přírodních jezer, je zde i mnoho přehrad, které postavily společnosti na výrobu elektrické energie. Přehrady se využívají k regulaci vodních toků, ochraně před povodněmi, turistice, rybářství a k myslivosti. Větší jezerní oblast vznikla na řece Yadkin River v podhůří Uwharrie Mountains,Uwharrie Lakes. Největší z těchto jezer je High Rock Lake. Největší z umělých jezer v Severní Karolíně má rozlohu 129 km² v Lake Norman, na řece Catawba, na jehož březích vznikl Lake Norman State Park.

### Klima
V největší části Severní Karolíny převažuje teplé mírné deštné podnebí, s výjimkou vyšších oblastí Appalačských hor, které mají vlhké boreální klima. Hory slouží jako štít regionu, zachycují nízké teploty a bouřky z oblasti jihozápadu. Průměrná denní teplota ve většině oblastí Severní Karolíny je v červenci 32 °C. V lednu jsou průměrné teploty kolem 10 °C.
Pobřežní nížina je ovlivňována Atlantským oceánem, zimy jsou zde mírné a v létě jsou mírně vyšší teploty. Denní maximální teploty v létě na pobřeží jsou 31 °C, zatímco zimní teploty zřídka klesnou pod 4 °C. Průměrné denní maximální teploty v zimních měsících v pobřežní nížině jsou kolem 15 °C, teploty pod bodem mrazu jsou vzácné. V pobřežní nížině napadne ročně kolem dvou centimetrů sněhu, mnohé zimy jsou zcela bez sněhu a ledu. V Piedmontu jsou léta teplejší a zimy chladnější než v pobřežní oblasti. Průměrné denní maximální teploty jsou v létě kolem 32 °C, ale jen zřídka jsou vyšší než 37 °C. V zimě jsou v průměru okolo 10 °C v noci a často padají pod bod mrazu. Celkové roční množství sněhu je zde od 7 do 20 centimetrů. Zimní počasí v regionu Piedmont je známé přeháňkami s kroupami a mrznoucím deštěm, který v některých bouřích může dosáhnout takové intenzity, že stromy a elektrická vedení se hroutí pod jeho zatížením. Roční srážky a vlhkost Piedmontu jsou nižší než na pobřeží nebo v horách každý rok a činí přibližně 100 litrů na metr čtvereční. Nejchladnější oblast Severní Karolíny je Appalačské pohoří, kde teplota v létě zřídka překročí 26 °C. Průměrné denní teploty jsou v zimě mezi -1 °C až 5 °C, často poklesnou pod -9 °C. Ročně napadne v průměru 36 až 51 cm sněhu, ve vyšších regionech pak více.
Vzhledem k exponované poloze jihovýchodního pobřeží Atlantiku zasáhne Severní Karolínu velmi silný hurikán v průměru jednou za desetiletí, větší tropická bouře v průměru jednou za každé tři až čtyři roky. V některých letech může být Severní Karolína opakovaně zasažena hurikánem a dalšími tropickými bouřemi, nebo pociťovat výběžky hurikánů a tropických bouří. Pouze státy Florida, Texas a Louisiana jsou postiženy hurikány častěji než Severní Karolína. V průměru je 50 dní v roce s bouřkami, z nichž některé jsou velmi závažné, způsobují krupobití a nárazy větru o síle hurikánu. Ačkoli většina hurikánů způsobí škodu v pobřežních oblastech Severní Karolíny, mohou také dosáhnout do vnitrozemí a způsobit tam stejnou zkázu. Severní Karolínu postihne ročně v průměru méně než 20 tornád,
většinu způsobí hurikány nebo tropické bouře v pobřežní nížině, zatímco západní Piedmont chrání před bouřemi hory. Další meteorologický fenomén se nazývá Cold Air Damming, zadržuje studený vzduch horami v západní části státu, a je velice častým jevem. Oslabuje bouře, ale vede také k masivnímu mrznoucí dešti v zimě.

### Flóra a fauna

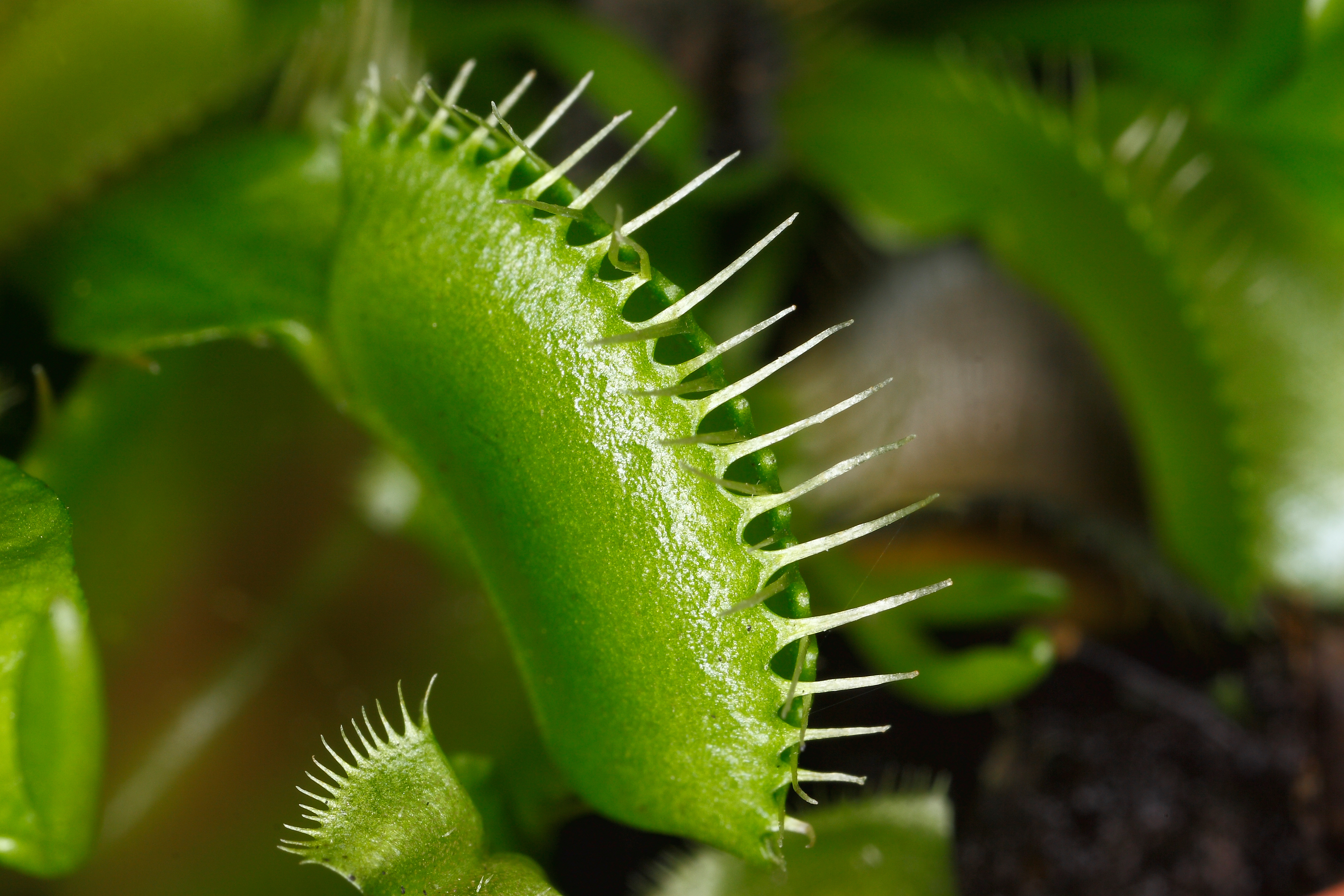
Masožravá mucholapka podivná (Dionaea muscipula) se vyskytuje v regionu okolo města Wilmington

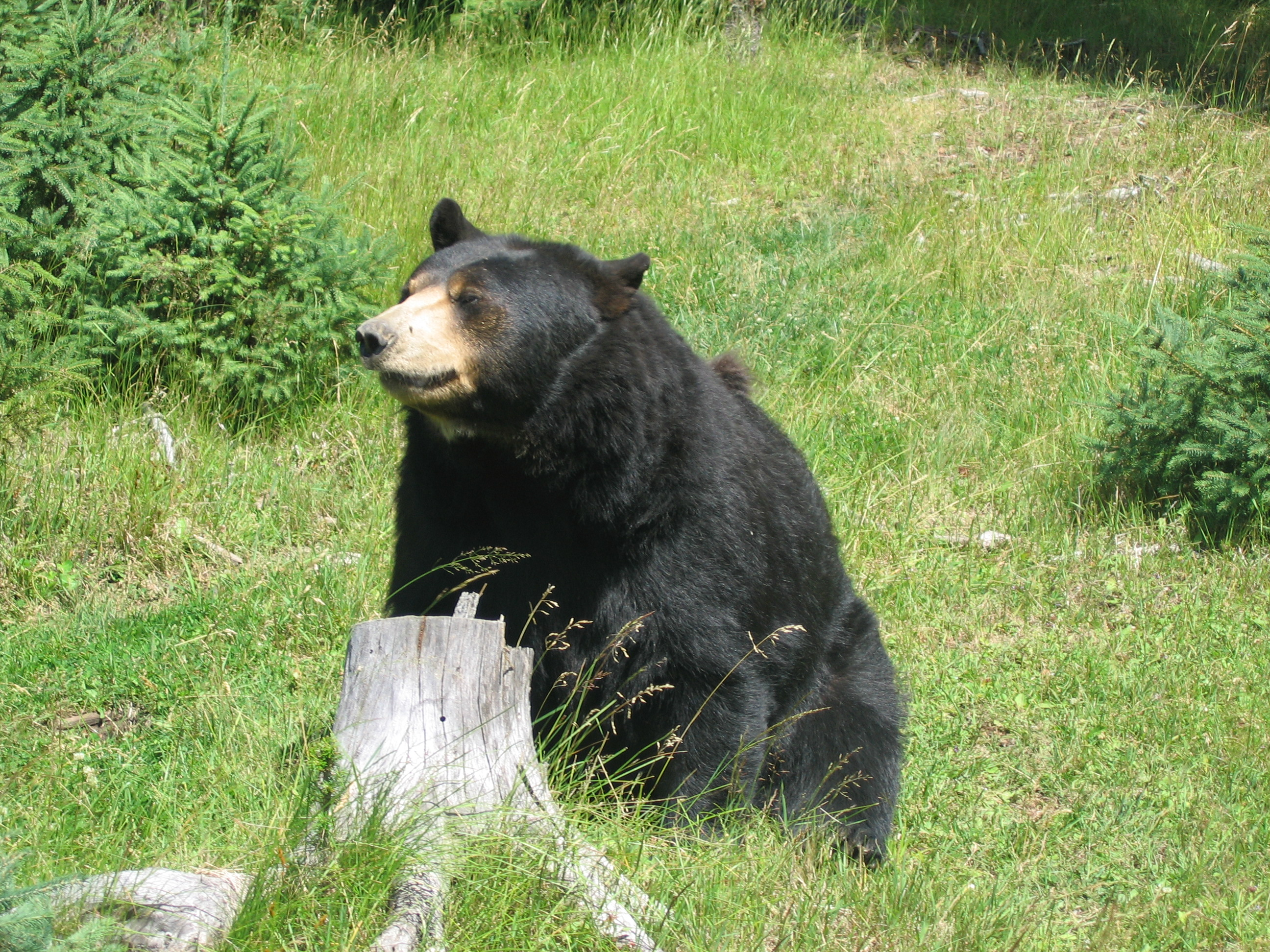
Medvěd baribal žije v Great Smoky Mountains na západě Severní Karolíny

Fauna a flóra Severní Karolíny je vzhledem ke své zeměpisné poloze velice pestrá, od skromné a mělce kořenící vegetace na východě, kde se vyskytují aligátoři, až po borové lesy v Appalačském pohoří, kde žije jelenec běloocasý a medvědi. V nížinách se vyskytují typické rostliny a živočichové amerického jihovýchodu, zatímco ve vyšších nadmořských výškách se vyskytují běžné severské druhy zvířat a rostlin. Celkem zde bylo nalezeno 300 druhů a poddruhů dřevin a asi 3000 druhů krytosemenných rostlin. Mnoho rostlinných a živočišných druhů je v Severní Karolíně považováno za ohrožené, ale jsou zde také celostátně ohrožené druhy, např. při pobřeží různé druhy velryb, z rostlin se zde vyskytuje např. vzácný zlatobýl (Solidago spithamaea) a mnohé další.
V pobřežní oblasti se vyskytují slaniska a močály, v nichž rostou zejména bahenní traviny Spartina patens a Distichlis spicata, na pobřežních dunách rostou vysoké trávy druhu Uniola paniculata (tzv. „mořský oves“). Ze stromů zde roste např. jalovec viržinský (Juniperus virginiana) a různé borovice, v bažinách černých vod roste tisovec (Taxodium), šácholan tříplátečný (Magnolia tripetala) a tupela (Nyssa), které zde mají dobré podmínky k růstu. V rašeliništích Pocosin u Wilmingtonu roste velmi hojně pozoruhodná rostlina mucholapka podivná. Kromě mnoha druhů mořských a sladkovodních ryb se v moři vyskytují ústřice a mořské želvy a v řekách, jezerech a podél mořského pobřeží také chránění aligátoři. Zvláštností Outer Bank jsou poníci, kteří žijí na ostrovech polodivoce.
V Piedmontu mohou stromy již hlouběji kořenit, v lesích zde dominují různé druhy dubů a ořechovců, dříve zde také hojně rostly americké kaštany. Rostou zde druhy topolů, bříz, lip, jírovců a červených javorů, z bylin zde roste jedlovec (Tsuga caroliniana) a různé druhy orchidejí. Z živočišných druhů je běžný mýval severní, jelenec běloocasý, veverky a vačice, některé ohrožené druhy netopýrů a bobr. V řekách a jezerech se vyskytuje okoun, sumec a mnohé další druhy ryb, žijí zde také různé druhy vodních ptáků, zejména různé kachny a husy.
V horách s přibývající nadmořskou výškou začínají převažovat jehličnaté lesy, a částečně zde žijí odlišné druhy zvířat než v Piedmontu. Šedí vlci a pumy byli již vyhubeni, ale v lesích se stále vyskytuje rys červený (Lynx rufus). V oblasti Great Smoky Mountains se vyskytuje medvěd baribal, který je dnes turistickou atrakcí. V 19. století byla dovezena divoká prasata, která jsou dnes velice hojná. V horských potocích žijí pstruzi a okouni.

## Obyvatelstvo

### Hustota zalidnění

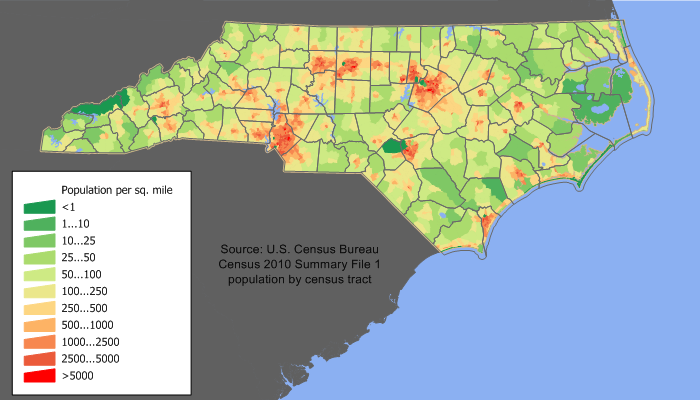
Hustota zalidnění v Severní Karolíně

Hustota obyvatel Severní Karolíny je 63,8 obyvatel na kilometr čtvereční. Velká města v Severní Karolíně se nacházejí téměř výhradně ve třech metropolitních oblastech, kde žije více než polovina z celkového počtu obyvatel státu:
- Hranice Severní Karolíny překračující aglomerace "Metrolina" v oblasti měst Charlotte, Gastonia a Salisbury v Severní a v Jižní Karolíně, počet obyvatel: 2 191 604
- "Triangle", trojúhelník mezi městy Raleigh, Durham a Cary, počet obyvatel: 1 565 223
- "Piedmont Triad" mezi městy Greensboro, Winston-Salem a High Point, počet obyvatel: 1 513 576

Největšími městy Severní Karolíny jsou Charlotte s 671 588 obyvateli, Raleigh s 375 806 obyvateli a Greensboro s 247 183 obyvateli. Další města Severní Karolíny najdete v Seznamu měst v Severní Karolíny.

### Vývoj počtu obyvatel

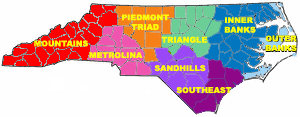
Socioekonomické regiony Severní Karolíny

Podle sčítání lidu z roku 2010 v Severní Karolíně žilo 9 535 483 obyvatel. Počet obyvatel Severní Karolíny se trvale zvyšuje již po desítky let, v letech 1990 až 2000 se zvýšil počet obyvatel z 6,6 milionů na 8 milionů obyvatel. Podle amerického U.S. Census Bureau žilo k 1. červenci 2009 v Severní Karolíně 9 380 884 obyvatel, to je nárůst o 16,7 procent za desetiletí a o 1 340 334 obyvatel od roku 2000. Tato hodnota je výrazně vyšší než průměrná míra růstu obyvatel v USA, který je asi 8 procent. Růst zahrnuje přirozený přírůstek obyvatelstva ve výši 412 906 lidí, v desetiletí se narodilo 1 015 065 dětí a zemřelo 602 159 lidí. Ve stejném období se přistěhovalo 591 283 lidí z jiných států USA, a 192 099 imigrantů ze zahraničí. V letech 2005 a 2006 předstihla Severní Karolína New Jersey v počtu obyvatel a v roce 2010 byla 10. nejlidnatějším státem USA.
6,7 procent populace je mladší než 5 let, 24,4 procent je mladší než 18 let, a 12 procent je starší 65 let. Podíl žen v populaci se odhaduje na 51,1 procent.

### Rasové složení
- 68,5 % Bílí Američané (nehispánští běloši 65,3 % + běloši hispánského původu 3,2 %)
- 21,5 % Afroameričané
- 1,3 % Američtí indiáni
- 2,2 % Asijští Američané
- 0,1 % Pacifičtí ostrované
- 4,3 % jiná rasa
- 2,2 % dvě nebo více ras

Obyvatelé hispánského nebo latinskoamerického původu, bez ohledu na rasu, tvořili 8,4 % populace.

#### Afroameričané
Něco přes pětinu obyvatel Severní Karolíny je afroamerického původu, a od roku 1970 stoupá jejich podíl na střední třídě z důvodu zlepšeného přístupu ke vzdělání.
Afroamerická populace žije hlavně v pobřežní nížině ve východní polovině státu a v některých částech Piedmontu, v historickém regionu, kde měli práci v zemědělství, a kde je stále vytvořeno nejvíce pracovních míst. Afrikoamerické komunity existují ve stovkách venkovských okresů centrálního jihu a na severozápadně státu, černošské čtvrti jsou ve městech Charlotte, Raleigh, Durham, Greensboro, Fayetteville, Wilmington a Winston-Salem.
Původ osob, které byly uznány ve sčítání lidu 1790–1810 jako „ostatní svobodné osoby“ ukazuje, že většina svobodných černochů z 80 procent pocházela ze sousední koloniální Virginie. Velké množství z nich vzešlo ze svobodných afroamerických rodin ze svazku svobodné bílé ženy nebo smluvních nájemních pracovnic anebo v pracovní smlouvě vázaných nebo zotročených afrických mužů. Indiáni, kteří přijali anglické zvyky, se stali součástí afroamerické komunity a přiženili se do afroamerických rodin. Někteří jejich potomci vytvořili své vlastní komunity, oddělené od ostatních komunit a nazývali sami sebe často „Indiány“ nebo „Portugalci“, aby zabránili negativním důsledkům černošského původu. V horských a venkovských oblastech Piedmontu žije málo Afroameričanů. V některých okresech v Apalačských horách nebyl v minulosti počet černých obyvatel vyšší než několik desítek občanů.

#### Američané asijského původu
Nejstarším záznamem o asijské imigraci je nábor z Číny pocházejících pracovníků pro práci v zemědělství v polovině 18. století. Slavná čínsko-malajsijská siamská dvojčata Chang a Eng Bunkerovi se v roce 1839 usadila ve Wilkesboro. Japonci, Filipínci a korejští Američané se usídlovali od počátku 20. století v Severní Karolíně. Stát obsahuje jednu z nejrychleji se rozvíjejících asijsko-amerických populací v USA, která sestává hlavně z Indoameričanů (Desi) a Američanů vietnamského původu. Jejich populace vzrostla téměř čtyřnásobně v letech 1990–2002. Počet osob pocházejících z lidu Hmong z Laosu se v Severní Karolíně zvýšil od roku 1980 na 12 000 osob v roce 2000.

#### Evropané
Jako první byl evropskými přistěhovalci osídlen pobřežní region, jednalo se především o osoby anglického původu, kteří byli smluvně zavázanými dělníky přestěhovanými do kolonií, a potomky přistěhovalců do Virginie. Byli mezi nimi také protestantští imigranti z kontinentální Evropy, zejména Hugenoti a němečtí a švýcarští přistěhovalci, kteří se usadili v New Bernu. Velšští přistěhovalci se usadili v 18. století, spolu s dalšími skupinami z britských ostrovů, východně od současného města Fayetteville.
Američané skotského, irského a anglického původu žijí všude v Severní Karolíně, přičemž Piedmont byl osídlen především přistěhovalci ze Skotska, Irska a severu Anglie. Jednalo se o poslední a největší skupinu anglických přistěhovalců, kteří přijeli před válkou o nezávislost do tohoto státu. Usadili se v jižní části horské oblasti a byli schopni vést svůj tradiční nezávislý životní styl, především jako samostatně hospodařící zemědělci.
V regionu kolem Winston-Salemu tvoří značnou část obyvatel potomci německých přistěhovalců z Čech. Přijeli v rámci imigrační vlny protestantské církve v 18. století, a byli hlavně moravskými bratry. Na počátku 20. století se usadili pravoslavní přistěhovalci z Ukrajiny v Pender County.

#### Latinoameričané a hispánci
Od roku 1990 se počet obyvatel hispánského a latinoamerického původu v Severní Karolíně rychle zvyšuje. Původně to byli migrující pracovníci zaměstnaní jako nekvalifikovaní dělníci v zemědělství. Jejich přístup do USA byl zjednodušen a proto se stále více Hispánců usazuje v Severní Karolíně. Nejvíce přicházejí z Mexika, ze střední Ameriky a z Dominikánské republiky. Mezitím má mnoho měst hispánské čtvrti, žije v nich především větší množství Kubánců a Portoričanů. Pew Hispanic Center odhadoval v roce 2005 na základě údajů z US Census Bureau, že přibližně 65 procent z latinoameričanů v Severní Karolíně, to jest 300 000 lidí, má statut nelegálního přistěhovalce v zemi. Španělsky mluvící populace se zvýšila z 77 726 osob roce 1990 na 517 617 osob, což je nárůst o 13,5 procent ročně.

#### Původní obyvatelé
Pouze v pěti státech USA, jmenovitě v Kalifornii, Arizoně, Oklahomě, Novém Mexiku a Texasu žije více původních obyvatel Ameriky než v Severní Karolíně. Celkem 2 824 751 obyvatel je v USA indiánského či eskymáckého původu, tj. 0,95 procent z celkového počtu obyvatel. V Severní Karolíně v roce žilo 2007 111 853 původních obyvatel, Indiánů. Stát uznává v rámci svých hranic osm kmenů původních obyvatel.
- Kmen Eastern Band of Cherokee Indians byl uznán Spojenými státy v roce 1868 a v Severní Karolíně roku 1889. Má přibližně 13 400 členů, kteří žijí hlavně ve východní části okresů Swain, Graham a Jackson. Nejvíce jich žije v rezervaci Qualla Boundary, která má 230 km². Hlavní město a administrativní sídlo Eastern Band of Cherokee Indians je Cherokee.
- Kmen Haliwa-Saponi byl uznám státem v roce v roce 1965 a má více než 3 800 členů, kteří žijí v severovýchodní části okresů Halifax a Warren.
- Téměř 2000 členů kmene Waccamaw Sioux žije v okresech Bladen a Columbus na pobřeží Atlantského oceánu. Kmen byl uznán Severní Karolínou v roce 1971.
- Kmen Coharie žije na území okresů Sampson a Harnett. Spojenými státy byl kmen uznán v roce v roce 1911. Uznání kmene nebylo akceptováno Severní Karolínou, až roku 1971 byl kmen teprve uznán.
- Kmen Saponi byl uznán státem v roce 1911 a má 850 členů.
- Kmen Saponi Nation Occaneechi s 800 členy v žije v okresech Orange a Alamance, v roce 2002 byl uznán státem.
- Kmen Meherrin pocházejí z národa Irokézů, žije převážně ve venkovských oblastech okresů Hertford, Bertie a Gates a má 557 členů.

Zvláštním případem jsou Lumbee v jihovýchodní části státu v okolí města Pembroke. Jsou Severní Karolínou uznáni jako indiánský kmen, ale nikoliv federální vládou. Výzkumní pracovníci identifikovali Lumbee jako tri-racial isolate, izolovanou populaci, která je potomkem tří etnických skupin, bílých jak černých Američanů a Indiánů. S více než 50 000 členy jsou Lumbee osmým největším kmenem v USA a největším v Severní Karolíně.

### Náboženství

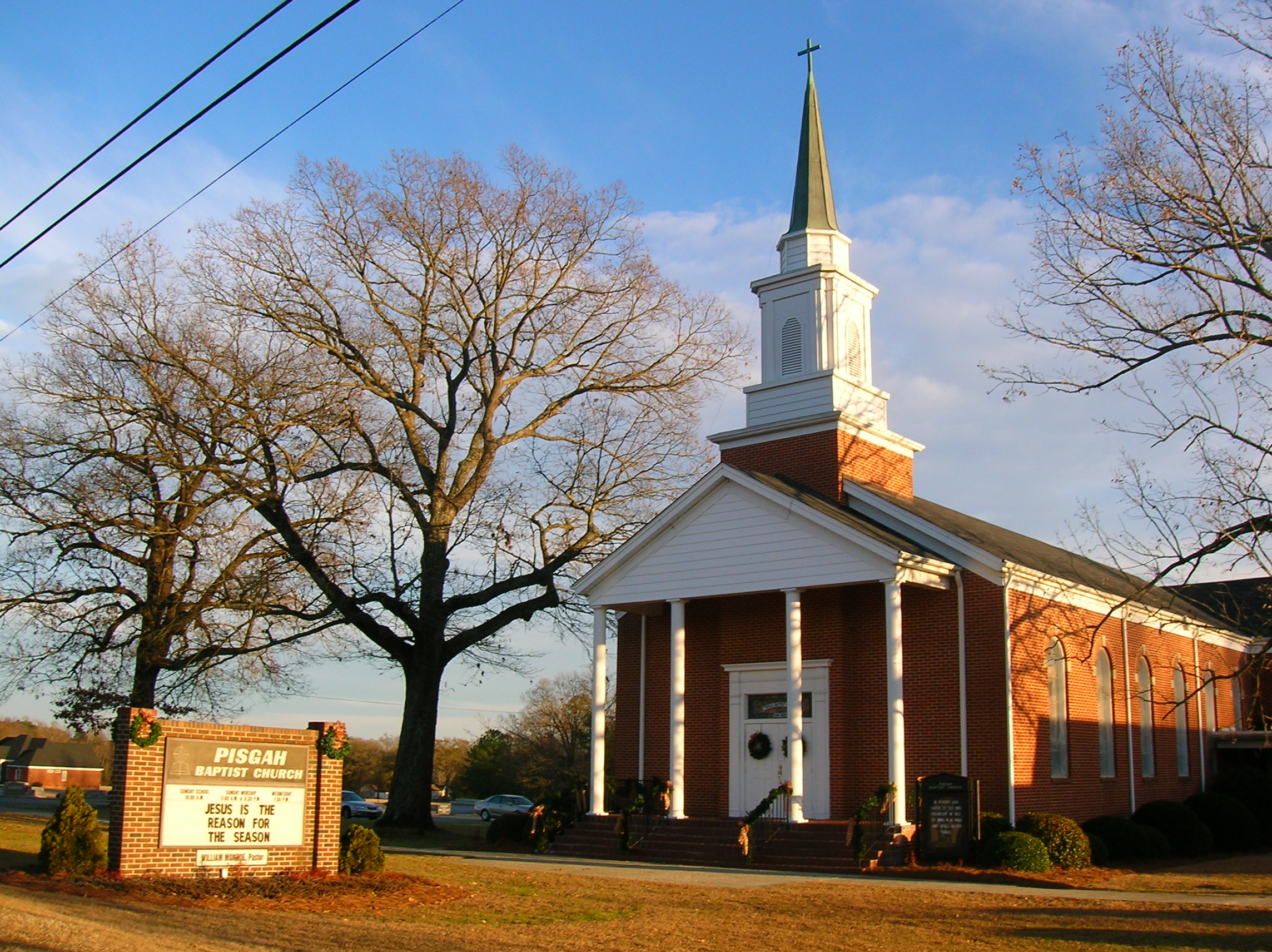
Baptistický kostel v Four Oaks

Severní Karolína je součástí tzn. biblického pásu (anglicky Bible Belt), ve kterém je tradičně drtivá většina věřících protestanty a kde na konci 19. století převládali jižní baptisté. S přílivem občanů ze severních států Unie a imigrantů z Latinské Ameriky se zvyšuje podíl katolíků a Židů. V roce 2007 byl podíl katolíků 7 procent, Židů 1 procento. Početní převaha baptistů začíná klesat. Tato změna je zvláště viditelná v městských oblastech státu, kde se usazuje většina z přistěhovalců a populace pochází z různých kulturních prostředí. V zemi zůstávají baptisté s 38 procenty převládající křesťanskou denominací, následovaná druhou největší protestantskou církví, metodisty s 9 procenty. Tyto církve jsou silně zastoupeny v severní části Piedmontu, a to zejména v okrese Guilford. Tam a na severovýchodě státu je i značný podíl kvakerů. Členové presbyteriánské církve, se skotskými a irskými předky tvoří procenta věřících. Mají velký podíl věřících v okresech Charlotte a Scotland. Ostatní církve ve státě jsou luteráni, kongregacionalisté, mormoni a vyznavači Church of God. Podíl osob bez náboženského vyznání, ateisté a agnostiků činí 10 procent.

## Politika

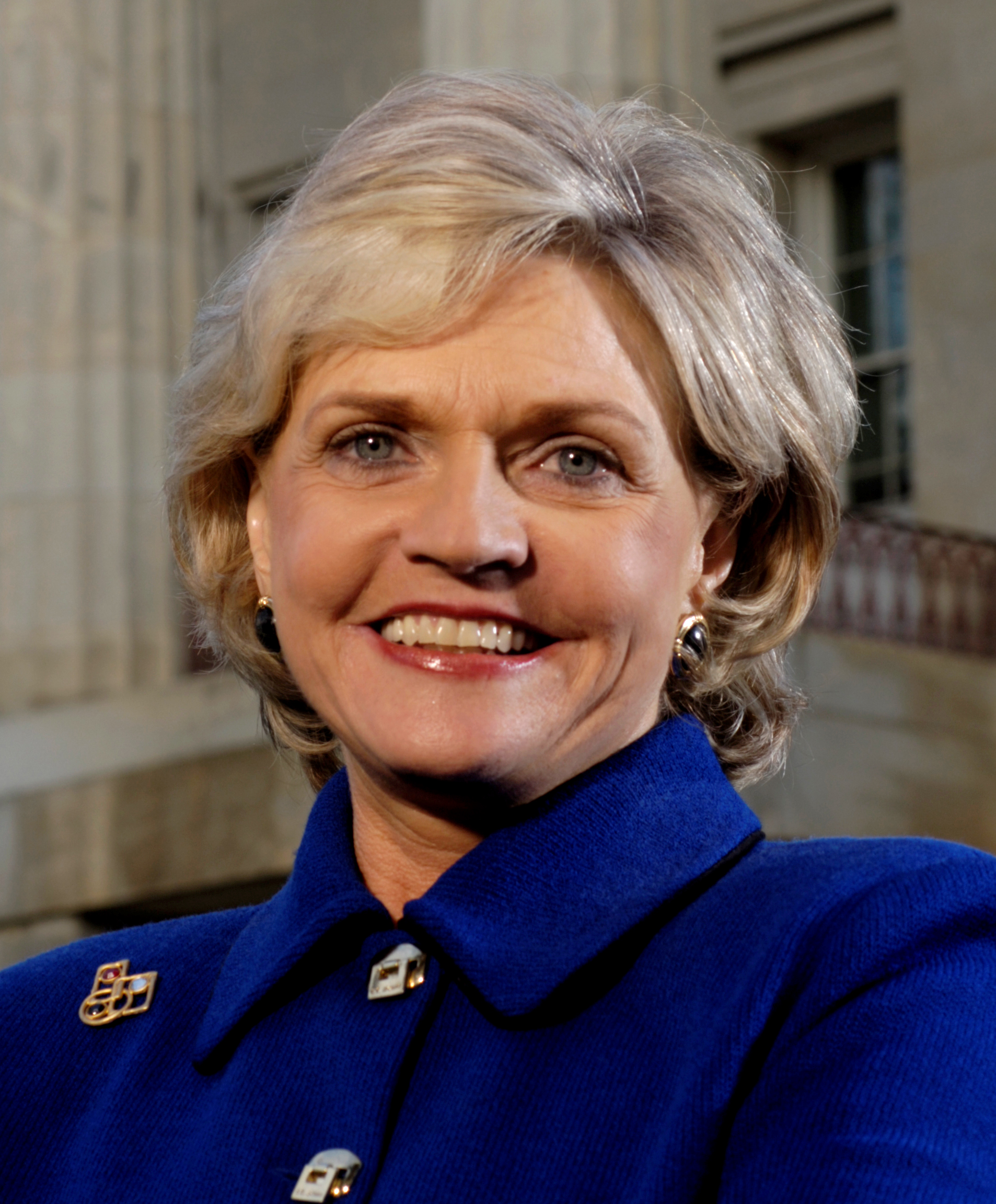
Beverly Perdue, guvernérka Severní Karolíny od roku 2009

Stejně jako v jiných státech USA stanoví ústava Severní Karolíny dělbu moci mezi zákonodárnou, výkonnou a soudní moc.
Legislativní moc je svěřena dvoukomorovému Valnému shromáždění (North Carolina General Assembly). To se skládá ze Sněmovny reprezentantů mající 120 poslanců a ze Senátu s 50 členy. Poslanci i senátoři jsou voleni na období dvou let. Viceguvernér Severní Karolíny je z titulu funkce předsedou Senátu. Z řad senátorů je volen zastupující předseda Senátu (President pro tempore of the North Carolina Senate), od roku 1992 je v tomto úřadě Marc Basnight, člen Demokratické strany. V čele Sněmovny reprezentantů stoji její mluvčí (Speaker of the North Carolina House of Representatives), nyní Joe Hackney, taktéž člen Demokratické strany.
V čele výkonné moci stojí guvernér, volený na dobu čtyř let. Pro období 2009 až 2013 je guvernérem členka Demokratické strany, Beverly Perdue. Výkonná moc je rozdělena mezi Státní radu (Council of State), tvořenou guvernérem, viceguvernérem a osmi dalšími členy, a vládu (cabinet) složenou z guvernéra a deseti ministrů. Zatímco všichni členové Státní rady jsou přímo voleni občany, ministry kabinetu jmenuje guvernér. Guvernér předsedá jak Státní radě, tak i kabinetu.
V čele soudní moci stojí Nejvyšší soud (Supreme Court) Severní Karolíny, se sídlem v hlavním městě, Raleighu. Je nejvyšším odvolacím soudem ve státě, má sedm členů. Po Nejvyšší soudu je jediným dalším odvolacím soudem Apelační soud Severní Karolíny (North Carolina Court of Appeals). Je tvořen 15 soudci, kteří vykonávají právo rotačním systémem, rozhodují v pěti tříčlenných senátech. Tyto dva soudy tvoří odvolací soudní systém státu. Spory jsou vedeny před vrchními soudy (Superior Court) a jim podřízenými obvodními soudy (District Court). Všechny hrdelní zločiny, občanskoprávní spory nad 10 000 dolarů a odvolání od obvodních soudů jsou projednávány vrchními soudy, přičemž trestní věci se projednávají před dvanáctičlennou porotou. Občanskoprávní věci, například rozvod, opatrovnictví a rozhodnutí o výživném rozhodují obvodní soudy, které také soudí méně závažné trestní případy, tyto vždy projednávají bez poroty. Obvodní soudy rozhodují i věci týkající se mladistvých do 16 let; a do 18 let, jsou-li obětí zanedbávání či zneužívání. Smírčí soudci řeší menší dopravní přestupky, vydávají prohlášení o vyloučení odpovědnosti, rozhodují civilní spory do 4000 dolarů a mohou nařídit vystěhování. Smírčí soudci také uzavírají civilní sňatky.

### Zastoupení vKongresu Spojených států
Severní Karolínu v současné době ve Washingtonu zastupuje ve Sněmovně reprezentantů Spojených států amerických 13 poslanců a v Senátu Spojených států amerických dva senátoři. V 111. Kongresu Spojených států úřadujícím od roku 2009 zastupuje Severní Karolínu devět demokratů a šest republikánů, včetně dvou senátorů, Richard Burr (Senior Senator, republikán) a Kay Hagan (Junior Senator, demokrat).

### Politický vývoj

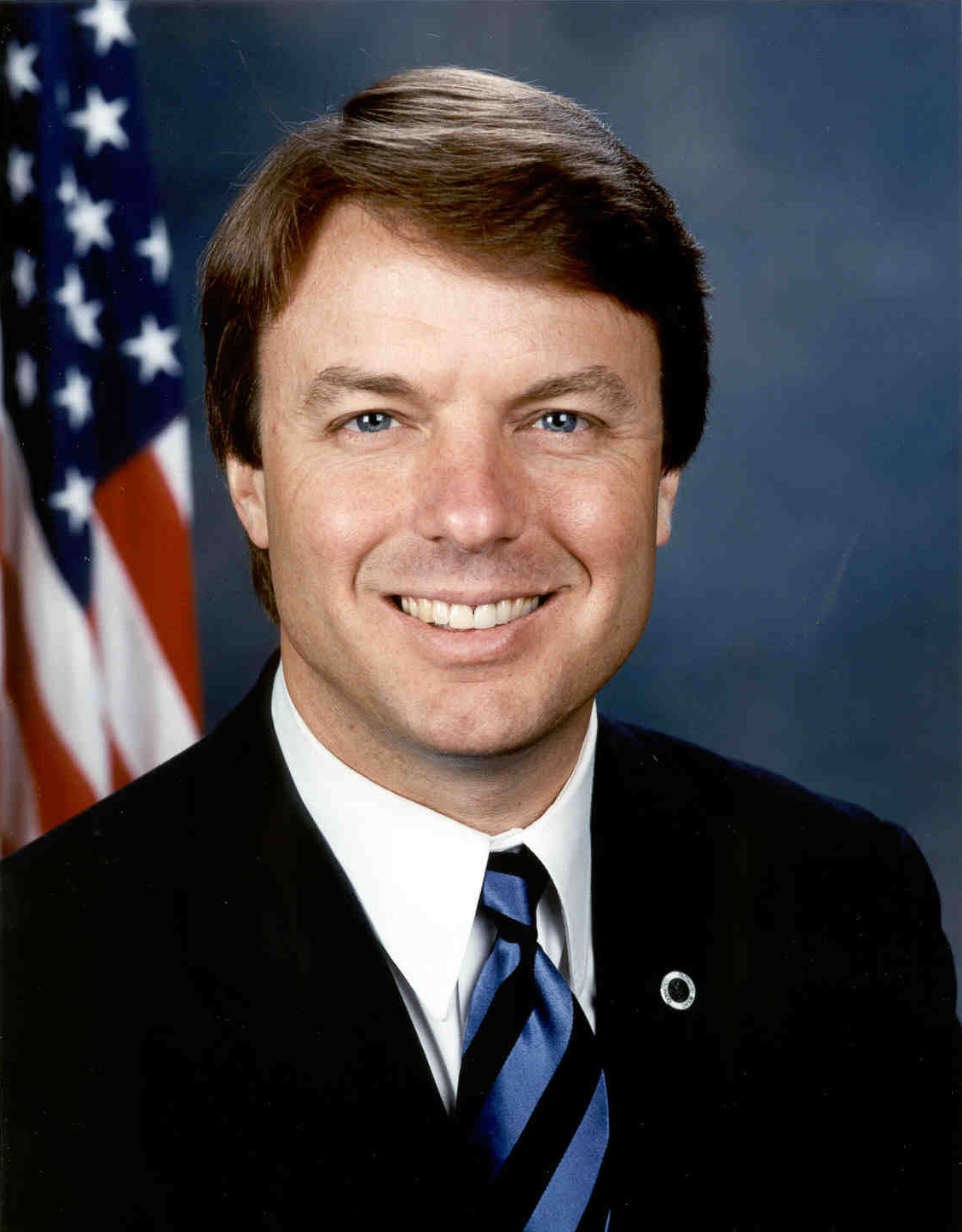
John Edward, senátor za Severní Karolínu v letech 1998 až 2004

V Severní Karolíně měla, stejně jako všude na jihu Spojených států, převahu Demokratická strana. V roce 1968 se převaha přesunula ve prospěch republikánů. Dnes probíhá v Severní Karolíně změna ze zemědělské země ke převážně poskytování služeb a průmyslu, demokraté mají stále převahu ve venkovských oblastech s převážně černošskou populací. Poprvé od vítězství Jimmyho Cartera v prezidentských volbách roku 1976 v roce 2008 demokratický kandidát Barack Obama znovu vyhrál v prezidentských volbách v Severní Karolíně. V roce 2004 ve volbách vyhráli republikáni, a to i přesto, že kandidát na viceprezidenta demokratů John Edwards, reprezentoval Severní Karolínu. Senátu. Příznivé volební rozdělení okrsků umožňuje demokratům povoleno posílat neúměrný počet poslanců do Sněmovně reprezentantů. Sbor volitelů v Severní Karolíně v posledních letech k rozšířen z důvodu nárůstu populace. V roce 1988 měl 13 hlasů, v roce 1992 14 hlasů a v roce 2004 15 hlasů.

### Regionální správa
Severní Karolína je od roku 1911 rozdělena do 100 okresů. V průměru má okres rozlohu 1393,91 km², nejmenším okresem s rozlohou 350 km²> je Clay County, největším okresem rozlohou je Dare County o rozloze 2 500 km². V nejméně lidnatém okrese Tyrrell County žije 4149 obyvatel, v nejlidnatějším okrese Mecklenburg County žije 695 454 lidí. Mecklenburg County má současně s 510,22 s obyvateli na čtvereční kilometr na nejvyšší hustotu zalidnění, nejmenší hustotu zalidnění má z obydlených Hyde County s 3,67 obyvateli na kilometr čtvereční.

## Kultura

### Muzea a výstavy

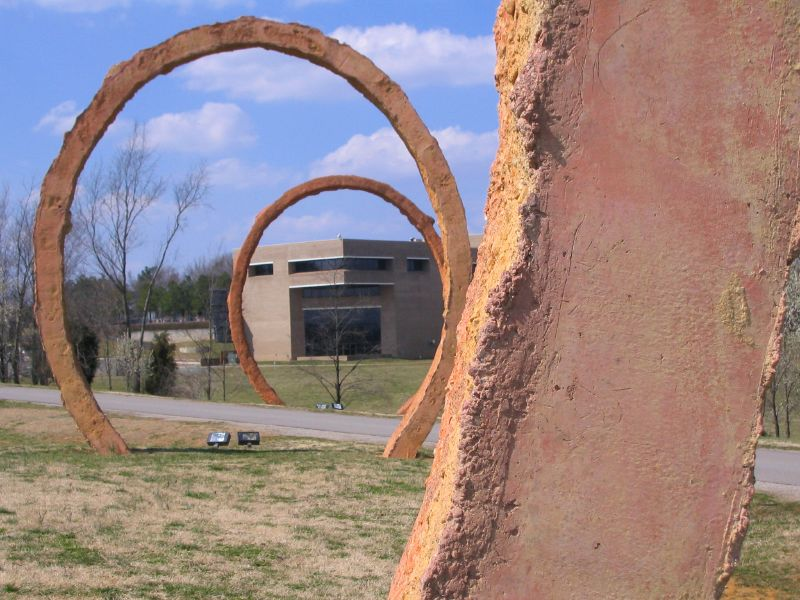
North Carolina Museum of Art

Zásadní význam pro Severní Karolínu má North Carolina Museum of Art v Raleighu, které je budované od roku 1947, a je jediným muzeem Severní Karolíny, které je financované veřejnými prostředky a má největší sbírku umění v Severní Karolíně. Na rozdíl od většiny ostatních muzeí umění ve státě, se také zabývá neamerickým uměním a dějinami umění. Na mnoha místech mají Arts Council, občanské spolky umění, která se zabývají podporou regionálních umělců a organizací výstav.
Většina muzeí Severní Karolíny se zabývá především historií, přírodou a umělci Severní Karolíny, jsou v soukromém vlastnictví a většinou na místech historického nebo vojenského významu, nebo jsou v přírodních parcích nebo na univerzitách.
Pro obecný přehled o přírodní historii existuje North Carolina Museum of Natural Sciences, je největším muzeem o historii přírody v jihovýchodní části USA má celostátní význam.
Ke skupině muzeí o přírodě také patří University of North Carolina udržované North Carolina Arboretum v Pisgah National Forest s velkou veřejnou zahradou, které se zabývá vlivem znečištění životního prostředí a ohroženými druhy rostlin v Severní Karolíně.
Dále existují menší muzea, jako například Graveyard of the Atlantic Museum v Hatterasu, která se zabývá vraky lodí v Outer Banks, nebo muzeum Eastern Band of Cherokee Indians, které se zabývá historií indiánského kmene Čerokíjů. V mnoha případech jsou historické budovy, jako je Graves-Florance-Gatewood House z roku 1822, Buckner Hill Plantation z roku 1855 nebo z roku 1767 Old Mill of Guilford restaurovány a zpřístupněny veřejnosti a také využívány pro výstavy regionálního významu.

### Divadlo a hudba

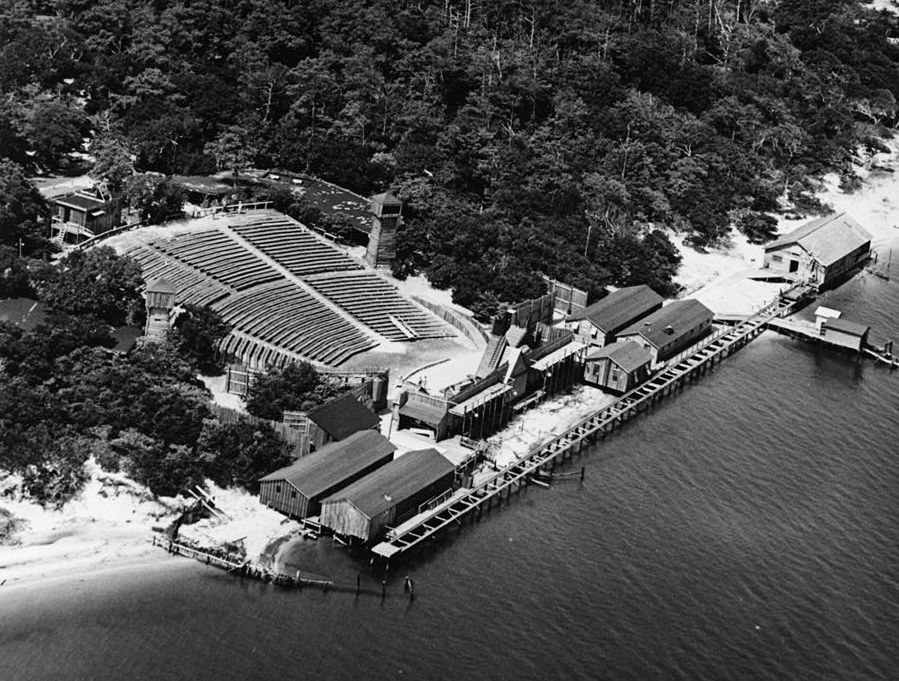
Waterside Theatre, jeviště po širým nebem v Fort Raleigh National Historic Site

Severní Karolína má řadu profesionálních divadel, včetně roku založeného 1952 Státního divadla v Flat Rock, Flat Rock Playhouse, ve kterém se hrají muzikály a hry. V North Carolina Theatre v Raleighu se hrají zejména v muzikály a hry z divadel na Broadway, zatímco North Carolina Shakespeare Festival v High Pointu se od roku 1977 zaměřuje na díla Williama Shakespeara. Zvláštní pozornost v Severní Karolíně zasluhují divadla pod širým nebem, ve kterých se uvádí historické události. Od roku 1937 v Waterside Theatre v Fort Raleighu se uvádí nejstarší Outdoor Drama, drama „The Lost Colony“, které je považováno za první a nejstarší venkovní drama ve Spojených státech. Od roku 1948 uvádí Mountainside Theatre historii Čerokíjů ve hře Unto These Hills, v Boone ukazuje hra od roku 1952 hra Horn in the West historii kolonizace Blue Ridge Mountains. V University of North Carolina at Chapel Hill je Institute of Outdoor Drama, který se zabývá venkovními představeními v divadlech a jediná svého druhu ve Spojených státech.
Severní Karolína je známá svou tradicí Old Time Music známých a vlivných umělců z počátků country hudby, North Carolina Ramblers z počátků 20. let 20. století. Stejně jako v sousedních státech Tennessee a Kentucky je rozšířené bluegrass, v Severní Karolíně se narodili známí umělci žánru Earl Scruggs, Doc Watson a Del McCoury. V Severní a Jižní Karolíně vznikly různé styly tradiční venkovské blues, vznikl v Piedmontu jiný styl, Piedmont blues, který byl poznamenán mimo jiné Blind Boy Fullerem. Z okolí Chapel Hillu, Raleighu a Durhamu pochází různé rockové, metalové a punkové kapely, například Flat Duo Jets, Corrosion of Conformity, Superchunk, Safehouse, Sleeping Giant, The Popes, Queen Sarah Saturday, Purple Schoolbus a Barefoot Servant.

### Stavby a architektura

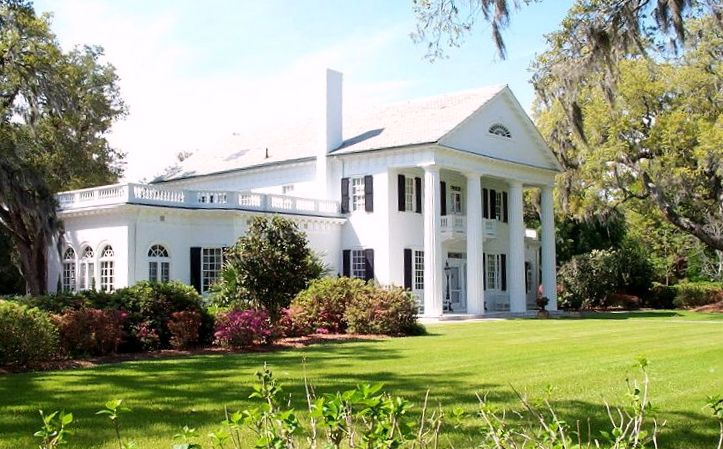
Orton Plantation, postavená v roce 1735 v Smithville Township, Brunswick County

V Severní Karolíně je více než 2600 historických budov, čtvrtí a míst uvedeno v National Register of Historic Places a je památkové chráněno. V Severní Karolíně se nevyvinul díky poloze mezi Severem a Jihem a řadě různých přistěhovalců žádný architektonický styl, vyskytuje se zde široké spektrum architektonických stylů na východním pobřeží. Jsou zde novoklasicistické stavby z období antebellum v federálním a georgiánském stylu, například James Iredell House z 1759 a John Wright Stanly House z roku 1779. V ostatních jižanských státech rovněž rozšířená architektura z revolučního období je reprezentována sídly majitelů plantáži jako Orton Plantation z roku 1735, které jsou postaveny v postaveny v řeckém obrozeneckém stylu. Počet památkově chráněných objektů, zejména kostelů, je postaven v novogotickém stylu, dva mimořádně zachovalé objekty, Blandwood Mansion and Gardens v italském stylu a Biltmore Estate v Châteauesque stylu dokládají vlivy renesance na jihu. Koncem 19. století rozšířily architektonické styly Second Empire a Queen Anne, a ve 20. století American Craftsman Style. Z moderny pochází některé mrakodrapy a elipsovitá Dorson Arena. Vedle jednotlivých budov architektonicky jsou i architektonicky významné čtvrti pod památkovou ochranou, včetně Old Salem National Historic Site, který se nachází v obnovené čtvrti moravských bratří osídlení v okrese Winston-Salem. Přehled různých architektonických stylů a rozvoje měst v letech 1870 až 1940 se nachází v Apex Historic District, který zahrnuje historickou část města Apex.

### Národní parky

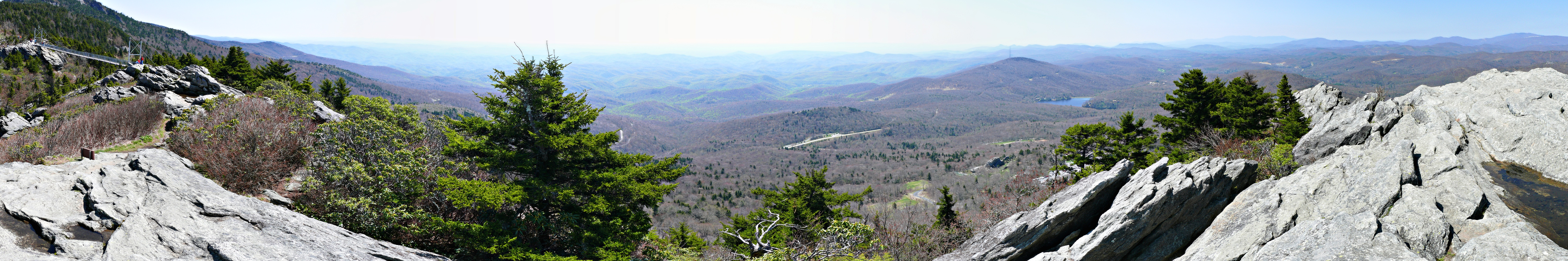
Panorama Grandfather Mountain, soukromými iniciativami založený přírodní park Apalačských horách, v současné době ve vlastnictví Grandfather Mountain Stewardship Foundation

Severní Karolína má řadu chráněných oblastí, využívaných turisty, které mají různé stupně ochrany a financování, a to jak na ochranu přírody, tak na zachování historických památek a jejich zpřístupnění pro návštěvníky. V Apalačských horách částečně v Tennessee je National Park Service (NPS) spravovaný Great Smoky Mountains National Park. Je nejnavštěvovanějším národní park ve Spojených státech, ročně jej navštíví více 9 milionů lidí. Byl vyhlášen roce 1934 a od roku 1983 patří ke světovému dědictví UNESCO. Kromě jedné z největších souvislých lesních ploch ve východní části Spojených států, poskytuje více než 90 historických míst a budov v rámci parku důležitou připomínku kolonizace horské oblasti. V parku jsou také National Park Service udržované cesty, Blue Ridge Parkway, 755 km dlouhá National Scenic Byway a Appalachian National Scenic Trail, 3440 km dlouhá dálková stezka, která je součástí National Trails System. Soukromými iniciativy založená Overmountain Victory National Historic Trail která vede podél cesty Overmountain Men na západní straně Apalačského pohoří k Kings Mountain National Military Park. V Severní Karolíně začíná National Park Service spravovaná Trail of Tears National Historic Trail, která vede devíti státy a připomíná vyhnání Indiánů v 19. století.
Na východním pobřeží jsou dva úseky pobřeží chráněné jako National Seashore, Cape Hatteras National Seashore a Cape Lookout National Seashore. V parcích se nachází historické budovy, majáky a vzácné druhy zvířat. Významné památky na území Severní Karolíny, například Carl Sandburg Home National Historic Site, které připomíná básníka a historika, první letu bratří Wrigtů věnovaný Wright Brothers National Memorial. Bývalá bojiště připomínají a výletními cíli jsou Fort Raleigh National Historic Site, Guilford Courthouse National Military Park a Moores Creek National Battlefield. Kromě chráněných území národního významu, která jsou spravována National Park Service, pečuje o další přírodní a historické památky State Park Service North Carolinas.

### Média
V Severní Karolíně existuje větší počet malých televizních stanic, regionálních studií a tematických televizních kanálů, které nabízí zábavu, sport a regionální programy. Většinu televizních stanic vlastní nebo spolupracují s hlavními národními provozovateli televizního vysílání, jako je CBS Corporation nebo American Broadcasting Company. Televizní stanice jsou většinou provozovány v metropolitních oblastech. Rozhlasové stanice pokrývají širokou škálu zábavy a regionálních programů, existují i velmi malé stanice, které jsou provozovány například vysokými školami či malými městy. Noviny vychází ve větších městech denně, v menších městech pouze dvakrát třikrát týdně. Nejstaršími novinami Severní Karolíny je Fayetteville Observer, který je vydáván nepřetržitě od roku 1816. News and Observer, který vychází v Raleighu, je v Severní Karolíně v roce 2008 deníkem s nejvyšším nákladem a patří mezi 100 deníků s nejvyšším nákladem ve Spojených státech. Mnohá města také udržují weblogy, které poskytují obyvatelům místní zprávy.

### Kuchyně

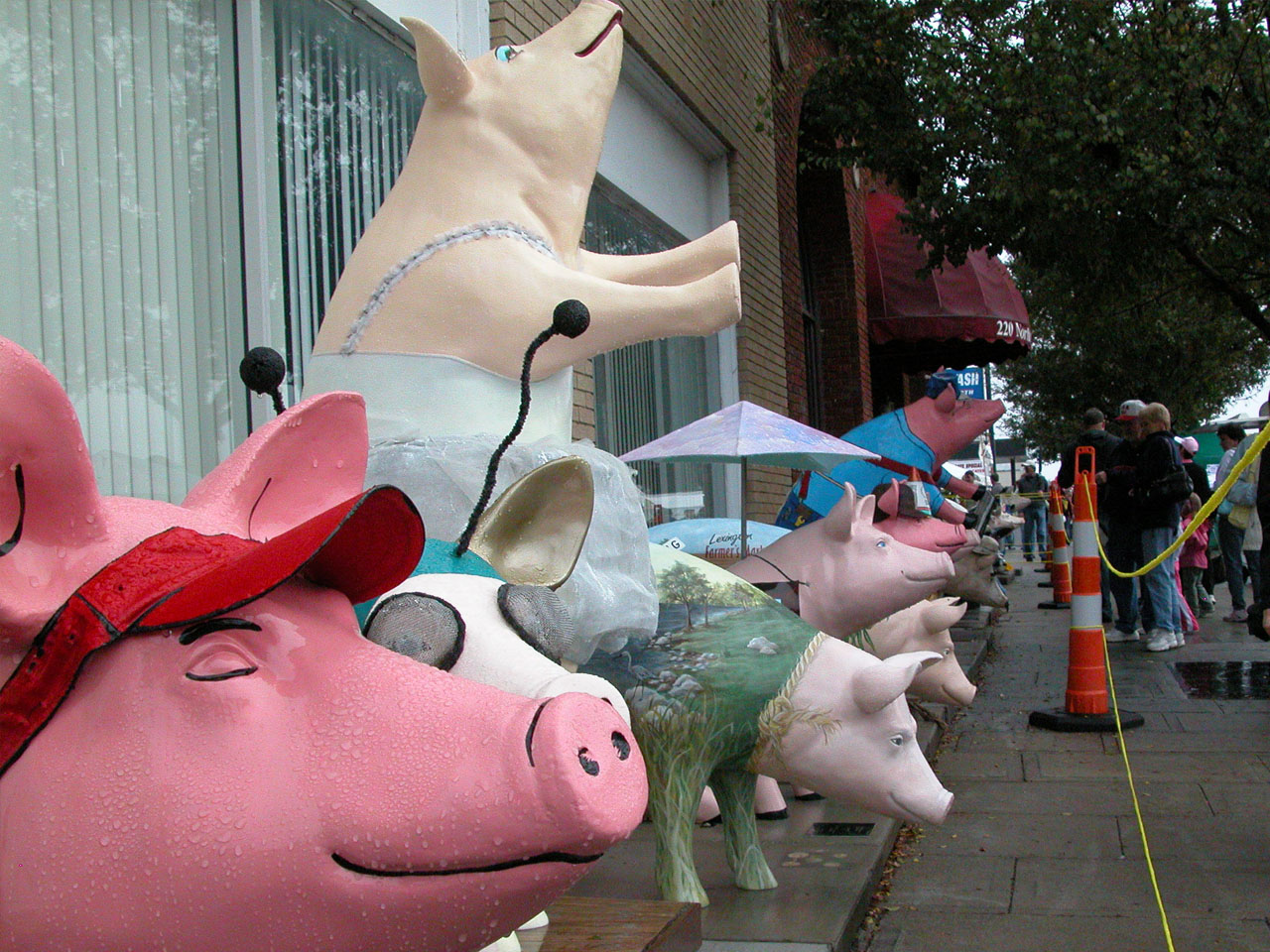
Pohled na ulici během Lexington Barbecue Festivals 2008

Jižanská kuchyně je tradiční kuchyní státu, z nichž nejdůležitějším společenským událostem patří barbecue, způsob grilování. Při něm se v Severní Karolíně je používá téměř výhradně vepřové maso, obvykle ve kusů v východě, na západě v celku. Otázka omáček ke grilování se rozděluje země na příznivce Eastern Style, založené na octu a hořčici a Lexington Style, založené na omáčce z octa a pepře, ke které se přidává kečup. Typickými přílohami jsou brambory, dále sladké brambory nebo takzvané Hushpuppies. Regionálním jídlem v Piedmontu je Livermush, který se skládá z vepřových jater, části prasečí hlavy a z kukuřičné mouky. Moravské sušenky (anglicky Moravian Cookies) nebo broskvový koláč slouží jako dezert. V Severní Karolíně je rozšířené hrozny z révy Scuppernong, ze kterých se vyrábí jak víno, tak i džem a mošt. Jedním z nápojů kromě tradičně preferované pepsi, který byl vyvinuta v roce 1898 v Severní Karolíně, je Moonshine, což podomácku a většinou načerno pálená whisky z horské oblasti státu.

## Školství

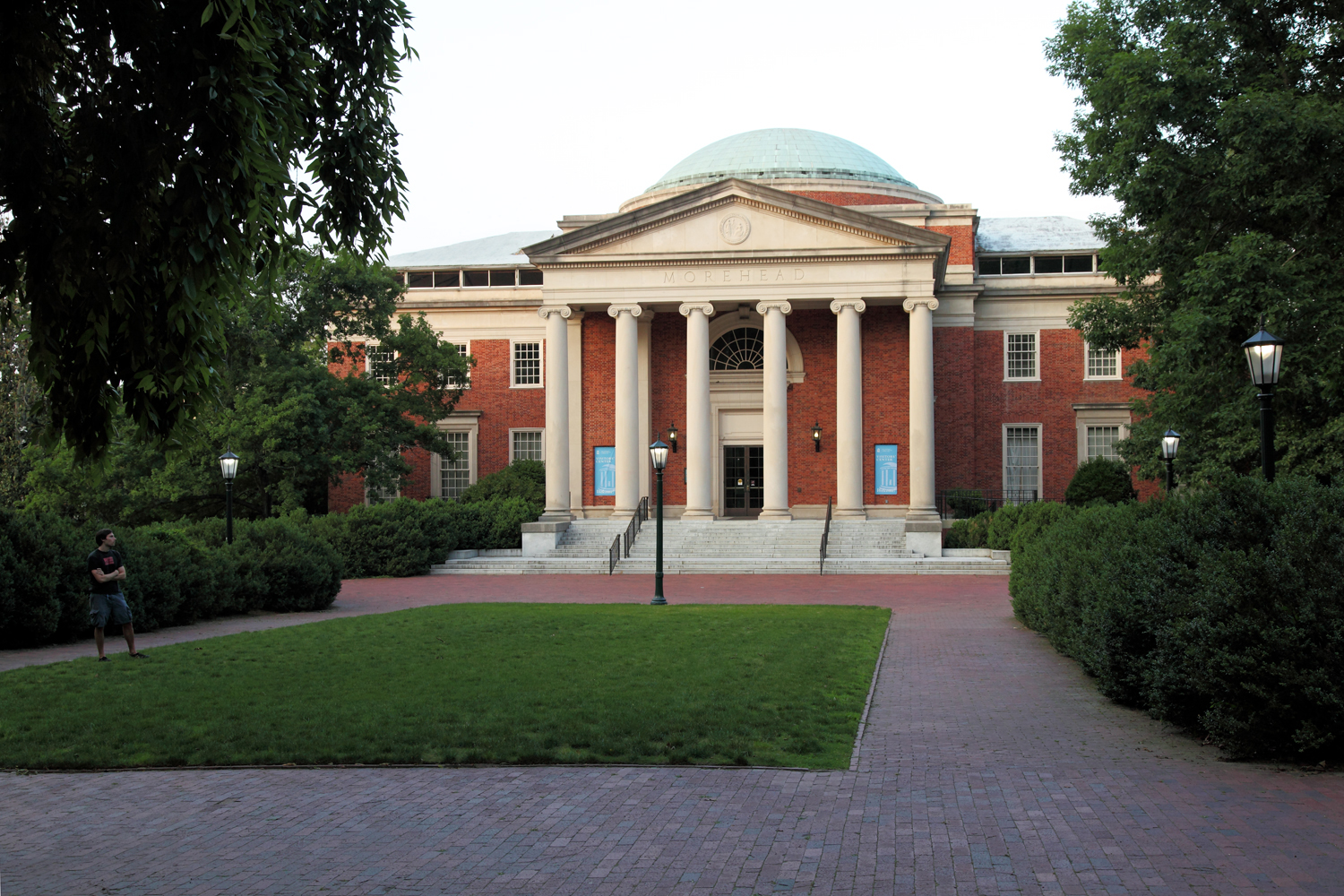
Morehead Planetarium und Science Center, UNC-Chapel Hill

Na veřejné instituce základního a středního vzdělávání, od základní školy až po high school, dohlíží v Severní Karolíně North Carolina Department of Public Instruction a jeho nadřízený, North Carolina Superintendent of Public Instruction. Superindendant je také tajemníkem North Carolina State Board of Education, ve kterém se rozhoduje veřejném vzdělávání. Veřejný školský systému státu je rozdělen na 115 místních jednotek, z nichž každou sleduje místní školní rada, School Board. Celkem existuje v Severní Karolíně 2338 veřejných škol.
V roce byla v 1795 Severní Karolíně otevřena první státní univerzita ve Spojených státech, Severokarolínská univerzita v Chapel Hill (University of North Carolina at Chapel Hill), která dnes patří k nejlepším veřejným vysokým školám v zemi, patří ke prestižní skupině vysokých škol Public Ivy. Více než 200 let po založení první všeoborové univerzity v terciárním sektoru vzdělávání je spolu s University of North Carolina je Severní Karolíně 16 státních univerzit, včetně pěti největších ve státě: North Carolina State University, University of North Carolina at Chapel Hill, East Carolina University, University of North Carolina at Charlotte a Appalachian State University. K systému státních univerzit patří i historické afroamerické vzdělávací instituce, které jsou označeny jako Historically Black Colleges and Universities a vznikly během segregace. Příklady jsou North Carolina Agricultural and Technical State University, North Carolina Central University a Fayetteville State University. Severní Karolína má 58 státních colleges, které jsou sdružené v North Carolina Community College System.
Nejznámějšími soukromými vysokými školami jsou Wake Forest University a v roce 1924 založená Dukeova univerzita, která je jednou z předních univerzit v zemi. Duke University nepatří do Ivy League, ale jako nejjižnější z elitních amerických univerzit na východním pobřeží nese označení Harvard of the South. Univerzita je, stejně jako University of North Carolina v Chapel Hill, členem Association of American Universities, od roku 1900 existujícího sdružení amerických univerzit orientovaných na vědecký výzkum.

## Sport

### Vysokoškolský a profesionální sport
Obyvatelé Severní Karolíny ve sportu tradičně preferují univerzitní sport, stejně jako automobilové závody Stock-Car, čím se vysvětluje dřívější nezájem o profesionální sportu. I když v Severní Karolíně žije více než 10 miliónů lidí a metropolitní oblasti mají odpovídající finanční prostředky, nebyl profesionální sport v Severní Karolíně na dlouhou dobu tématem. První profesionální liga byla zahájena v Severní Karolíně v roce 1974. Skutečný vývoj v oblasti profesionálního sportu nastal až po roce 1980. Přes intenzivní snahu nehraje žádný tým Major League Baseball v Severní Karolíně, pokus přestěhovat Major League baseballový tým Florida Marlins v roce 2006 skončil neúspěchem. Nicméně se pořádají šampionáty mezi univerzitami v rámci Severní Karolíny.
Severní Karolína má od února roku 1963 sportovní síň slávy North Carolina Sports Hall of Fame, kterou sponzoruje obchodní komora města Charlotte. Sports Hall of Fame se sídlem v Raleighu. Prvních pět sportovců bylo přijato v prosinci 1963.

### Profesionální sport

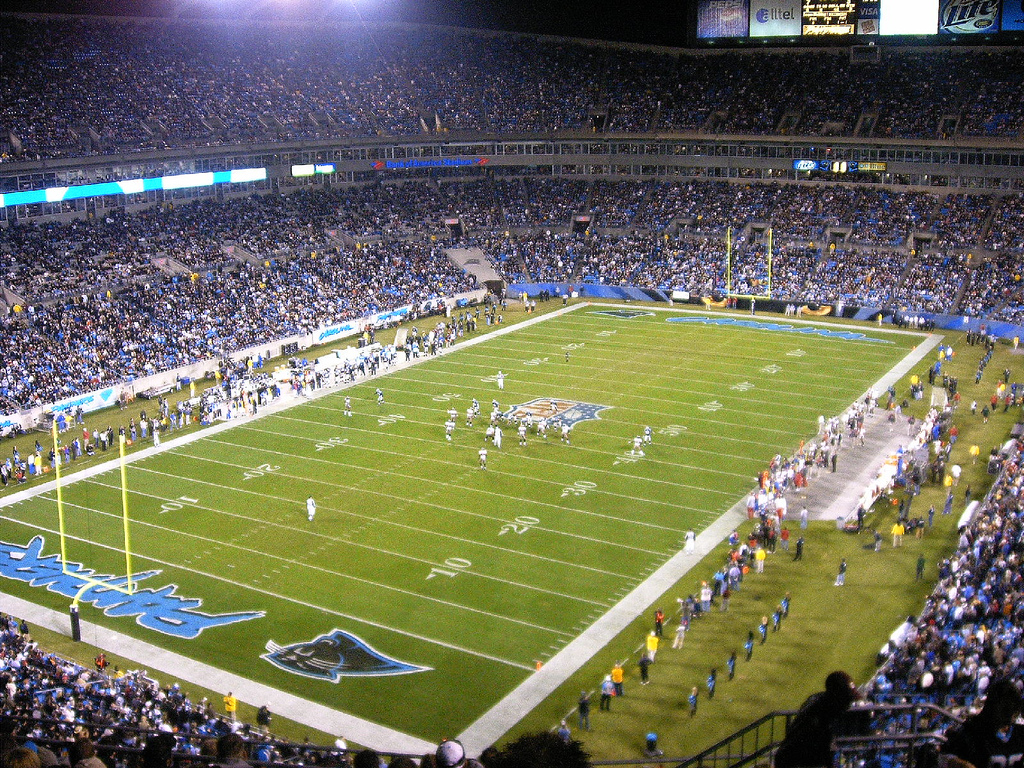
Fotbalový zápas Carolina Panthers proti Tampa Bay Buccaneers

První tým Major League, který se usadil v Severní Karolíně v roce 1974, byl New York Stars, tým amerického fotbalu, člen World Football League (International Federation of American Football). National Football League je zastoupena týmem Carolina Panthers, kteří hrají své domácí zápasy v Charlotte. Jediný profesionální basketbalový tým v Severní Karolíně jsou Charlotte Hornets, kteří hrají v National Basketball Association. Nejúspěšnější klub Major League v Severní Karolíně, Carolina Hurricanes je týmem ledního hokeje, který hraje National Hockey League a 19. června 2006 vyhrál Stanley Cup. To z něj dělá první profesionální sportovní klub Severní Karolíně, který vyhrál nejvyšší soutěž ve svém sportu.
V Severní Karolíně mají sídlo profesionální fotbalové týmy. Ve druhé nejvyšší americké profesionální lize, USSF D2 Pro League, hrají Carolina Railhawks z Cary. Charlotte Eagles hrají v USL Second Division. V amatérské lize, v USL Premier Development League, hrají Carolina Dynamos z Greensboro.

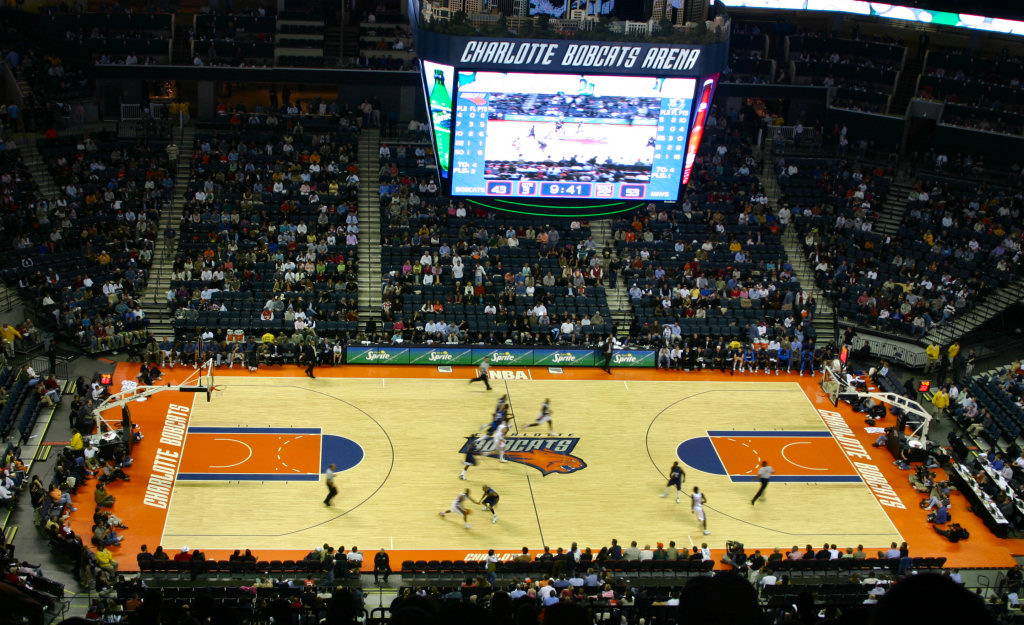
Domácí zápas Bobcats v Bobcat Arena, Charlotte

Od třicátých let 20. století do 90. let 20. století měl Mid Atlantic Championship Wrestling, sdružení pro profesionální zápasník v wrestlingu, sídlo v Charlotte. Mid Atlantic, je jedním z dlouholetých členů National Wrestling Alliance, a hvězdy wrestligu jsou jejími členy, později také World Championship Wrestling nebo World Wrestling Entertainment. Od třicátých let 20. století do 90. let 20. století měl Mid Atlantic Championship Wrestling, sdružení pro profesionální zápasník v wrestlingu, sídlo v Charlotte. Mid Atlantic, je jedním z dlouholetých členů National Wrestling Alliance, a hvězdy wrestligu jsou jejími členy, později také World Championship Wrestling nebo World Wrestling Entertainment. Mnoho bývalých i současných zápasníků žijí v regionu kolem města Charlotte a Lake Norman, včetně Ric Flaira, Ricky Steamboata, Matta a Jeffa Hardyho.
Profesionální jízdy na býcích mají též v Severní Karolíně tradici. Mistr světa z roku 1995 (PRCA World Champion Bull Rider), Jerome Davis, pochází ze Severní Karolíny a mnozí manažeři, organizátoři, stejně jako majitelé býků zde mají též původ, např. Thomas Teague z Teague Bucking Bulls. Sídlo Southern Extreme Bull Riding Association je v Archdale.
Dva motokrosové závody Grand National Cross Country se konají v Severní Karolíně, v městech Morganton a v Yadkinville.

### Vysokoškolský sport

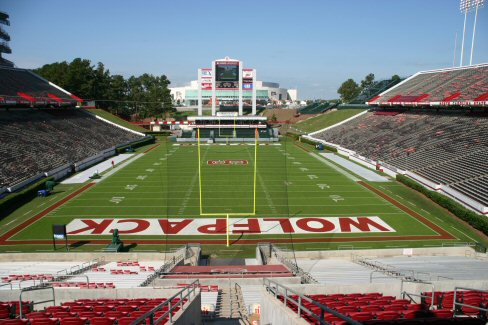
Carter-Finley-Stadion, domácí stadión týmu Wolfpack NCSU.

Severní Karolína je vysokoškolský velmi populární organizovaný v National Collegiate Athletic Association. Sportovní týmy z univerzit soutěží ve 20 různých druzích sportu, z nichž nejdůležitější je liga amerického fotbalu, pořádaná univerzitami. Každá univerzita má sportovní tým, jehož jméno je stejné pro všechny druhy sportu, například, se nazývá sportovní tým Appalachian State University, Mountaineers ve všech sportech. Týmy na Duke, Wake Forest, North Carolina at Chapel Hill a NCSU jsou součástí Atlantic Coast Conference, Appalachian State je součástí Southern Conference. Univerzity udržují profesionálně vybavené sportovní areály, které pojmou až 40 000 diváků a jejich hry jsou vysílány televizí. Mezi univerzitami panuje značná rivalita. Zvláštní pozornost má fotbalový zápas mezi týmy z University of Virginia a University of North Carolina at Chapel Hill, známé jako South's Oldest Rivalry. Konají se zápasy mezi univerzitami v Severní Karolíně v baseballu, fotbalu a basketbalu, pozornost si zaslouží mezi University of North Carolina at Chapel Hill a Duke University v basketbalu. Samotné univerzity, okolní města a regiony se velmi často identifikují s týmy. Studentům jsou udělena stipendia podle sportovních úspěchů. Vzhledem k tomu, univerzity mají povinnost platit, to je zejména pro sociálně znevýhodněné studenty možnost získat vysokoškolské vzdělání z prestižní univerzity.

### Motoristický sport

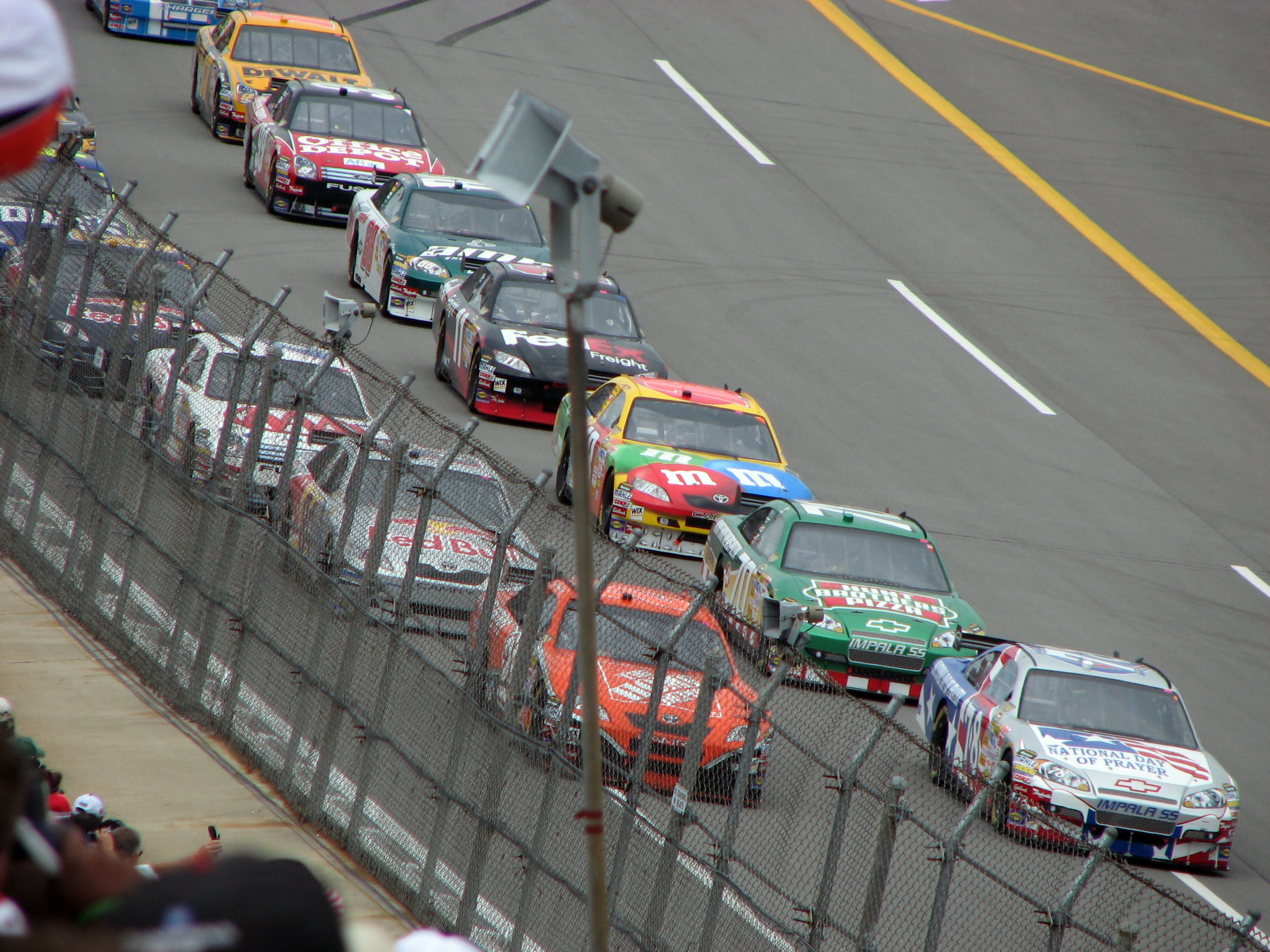
NASCAR Sprint Cup 2008, Talladega

Severní Karolína je centrem amerického motoristického sportu, více než 80 procent závodních týmů NASCAR a příbuzných odvětví má své sídlo v regionu Piemont. Automobilové závody vozů stock car mají původ v pašovaní podomácku pálené whisky za prohibice, takzvané Moonshine nadupanými auty po silnicích Severní Karolíny.
Největší závodní dráha v Severní Karolíně, Charlote Motor Speedway, se nachází ve městě Concord, kde jsou každoročně pořádány tři hlavní závody motoristického sportu Monster Cup Series. Síň slávy NASCAR Hall of Fame byla otevřena ve městě Charlotte v roce 2010. Kolem Charlotte žije mnoho rodin nejslavnějších řidičů NASCAR, například rodiny Petty, Earnhardt, Allison, Jarrett a Waltrip.

### Rekreační sport
Sportovní nabídka státu pro volný čas pokrývá znační množství sportů. Jednou z priorit je kladena na outdoorové sporty, jako je pěší turistika, horolezectví, jízda na horském kole, plavání, golf a lyžování, ale také lov a rybolov zde mají dlouhou tradici. Sport je v Severní Karolíně financován především z neziskovým sdružením North Carolina Amateur Sports(NCAS). Pro amatéry pořádá každoročně NCAS organizované, multidisciplinární soutěže v rámci State Games of North Carolina. Existuje také několik všeobecných fitness a cyklistických soutěží, například Cycle North Carolina. NCAS vede fond a má zdroje na provozování veřejně přístupných sportovních zařízení, jako jsou bazény nebo ledové plochy, které jsou přístupné veřejnosti.

## Hospodářství

### Hospodářský vývoj

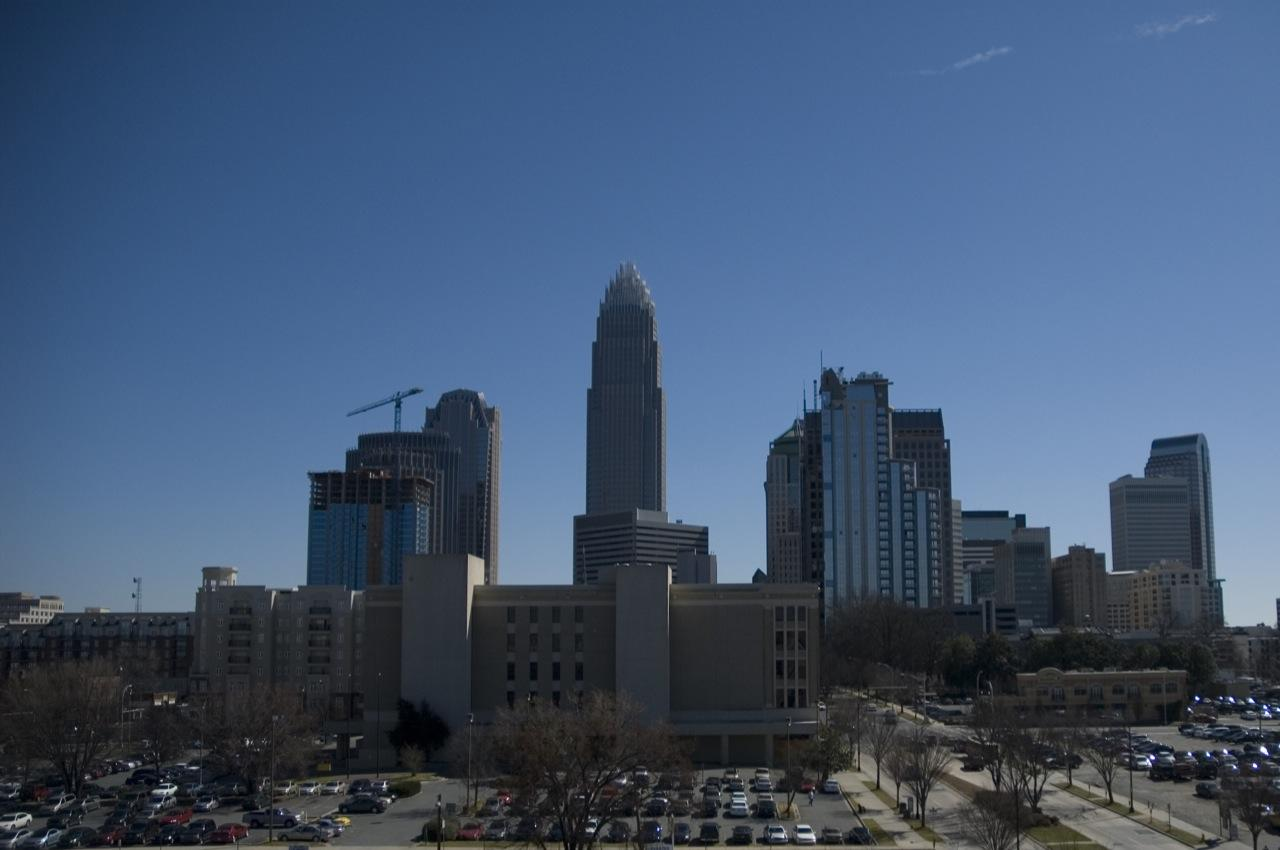
Skyline města Charlotte, rychle se rozvíjejícího města Severní Karolíny

Severní Karolína byla ve velké části své historie zemědělský zaměřeným státem, na plantážích se pěstovala rýže, bavlna a tabák. Lesnictví bylo významné výrobou dehtu a terpentýnu. Stejně jako ve většině jižních států začala po občanské válce jen velmi pomalu restrukturalizace směrem k průmyslové společnosti, důležitým odvětvím ekonomiky je stále zemědělství a zpracování zemědělských a lesních produktů. Po ztrátě mnoha pracovních míst zpracovatelském průmyslu v důsledku globalizace, Severní Karolína vyvinula úsilí, aby se zde usadily společnosti zaměřené na výzkum a vývoj. Vedle příznivého vývoje ve finančním sektoru jsou nyní technologicky zaměřené společnosti největšími zaměstnavateli v bývalém regiony s nízkými mzdami. Reálný hrubý domácí produkt na obyvatele byl v roce 2006 36 489 dolarů. Severní Karolína je hrubém domácím produktu na 20. místě z padesáti států USA. Celostátní průměr je 37 714 dolarů.

### Zemědělství

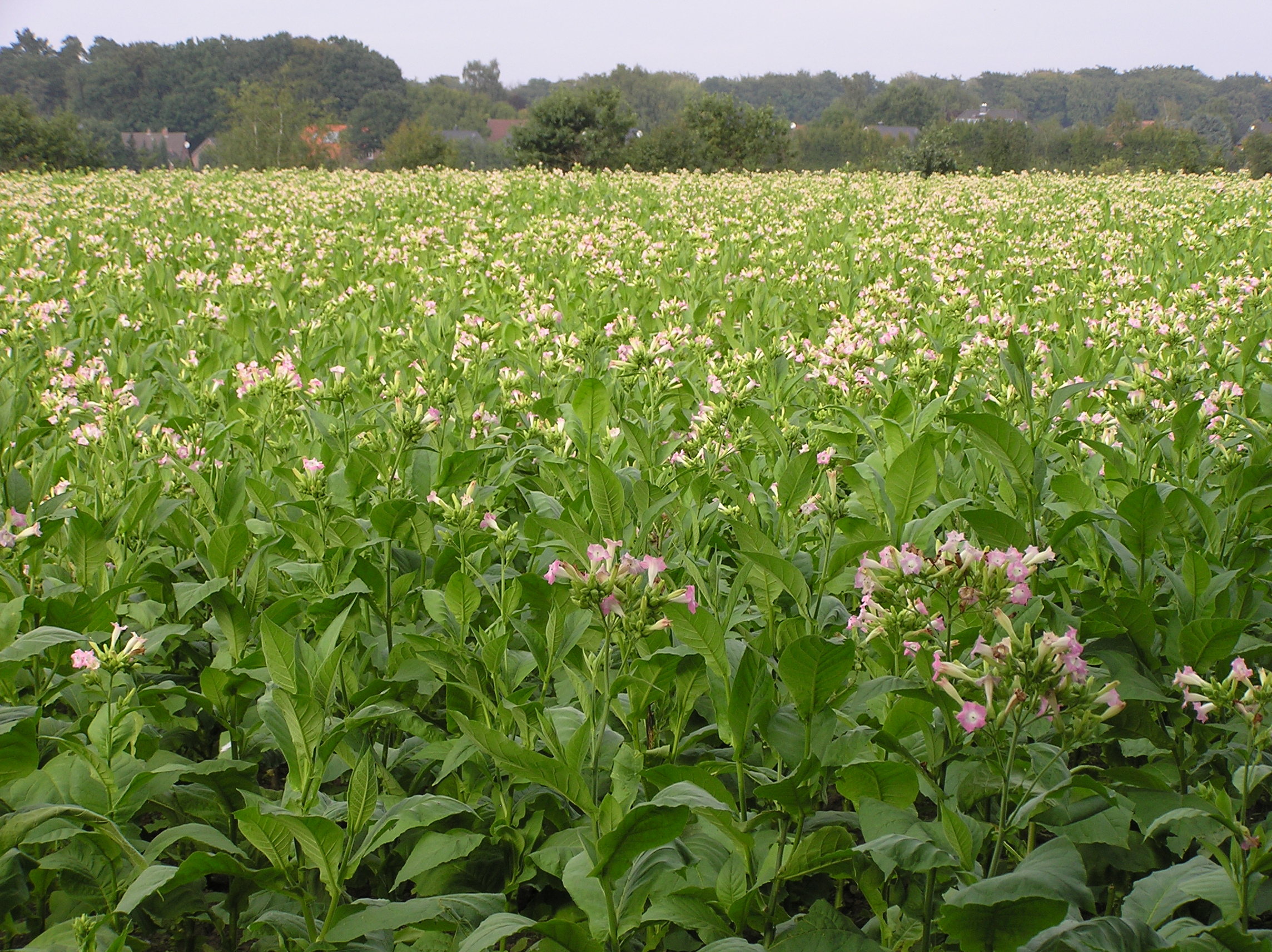
Pole s tabákem, Severní Karolína je největší producent tabáku v USA

Pěstování tabáku je poprvé doloženo v roce 1633. Písčité, suché půdy v pobřežní oblasti jsou obzvláště vhodné pro pěstování tabáku. V současné době je Severní Karolíně největší tabáková výroba a výrobní kapacity pro zpracování tabáku v USA. V roce 2005 bylo 15,5 procent z celkové zemědělské půdy oseto tabákem, obrat za rok 2006 byl 506,2 miliónů dolarů. Velké firmy na zpracování tabáku, jako jsou R.J. Reynolds Tobacco Company a Philip Morris mají své sídlo nebo důležité provozy ve státě a patří významným zaměstnavatelům.
Dalšími důležitými zemědělskými produkty jsou kukuřice, sójové boby, bavlna a arašídy. V živočišné výrobě je zejména důležitý chov kuřat a prasat. V současné době patří pěstování vína mezi důležité zemědělské odvětví. Severní Karolína patří mezi 10 nejdůležitějších oblastí pěstování vína ve Spojených státech.

### Technologie a výzkum

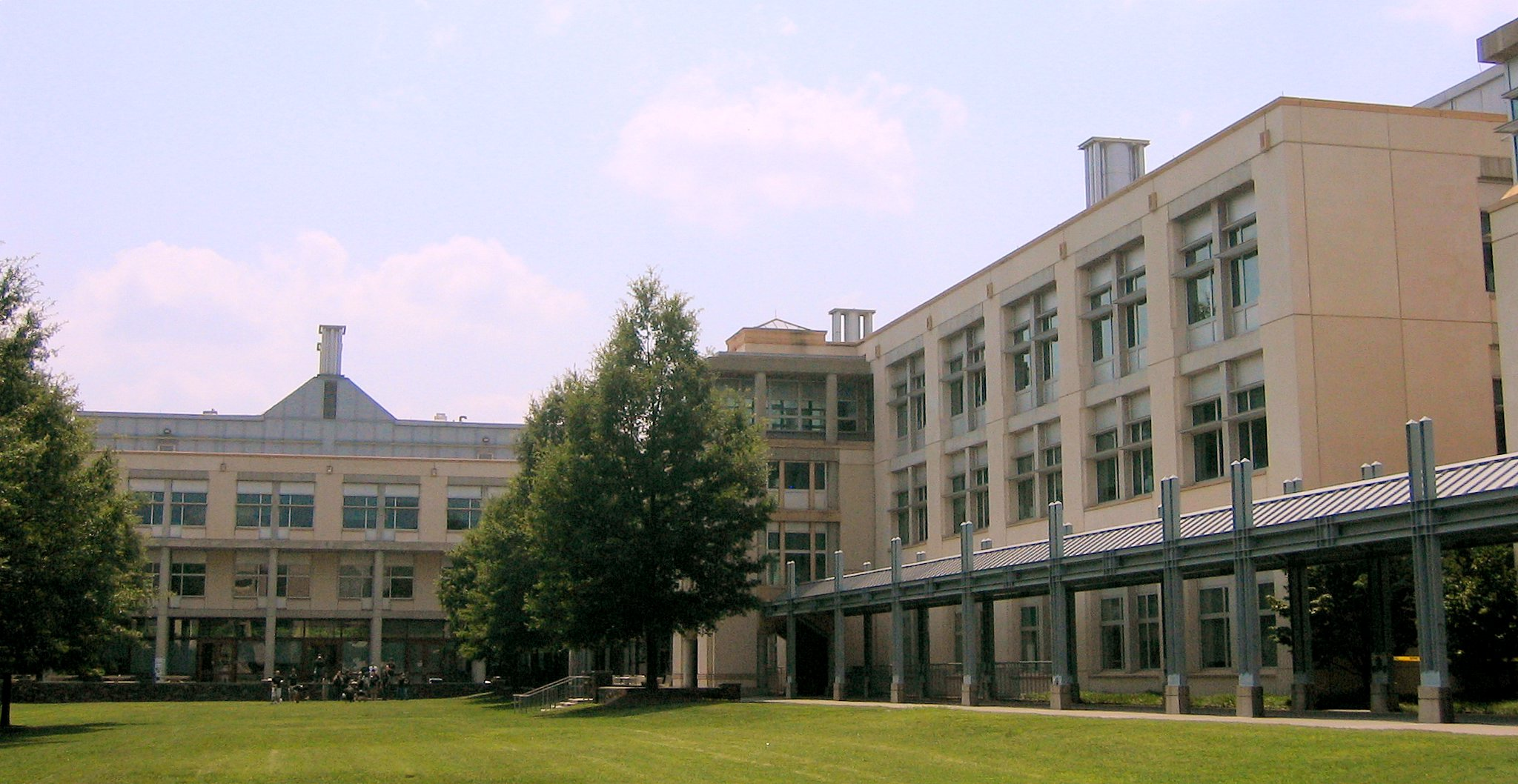
Levine Science Research Center v Chapel Hill

Vytvořením vhodných podmínek pro výzkumné a technologické společnosti se podařilo Severní Karolíně v letech po roce 2000, zejména ve vysoce technologicky náročných odvětvích, jako jsou biotechnologie a informační technologie, dosáhnout vysokého, až 15 procentního tempa růstu. V roce 2009 existovalo v Severní Karolíně 520 biotechnologických firem, včetně Glaxo Smith Kline, Merck a Bayer AG s 56 tisíci zaměstnanci. Faktory, které umožnily rozvoj Research Triangle se městy Raleigh, Durham a Chapel Hill, vytvořily jednu z předních a technologicky nejúspěšnějších oblastí ve Spojených státech, včetně výuky kvalifikovaných odborníků, podpory infrastruktury a podílu vysokých škol na výzkumu a vývoji nových technologií.

### Průmysl

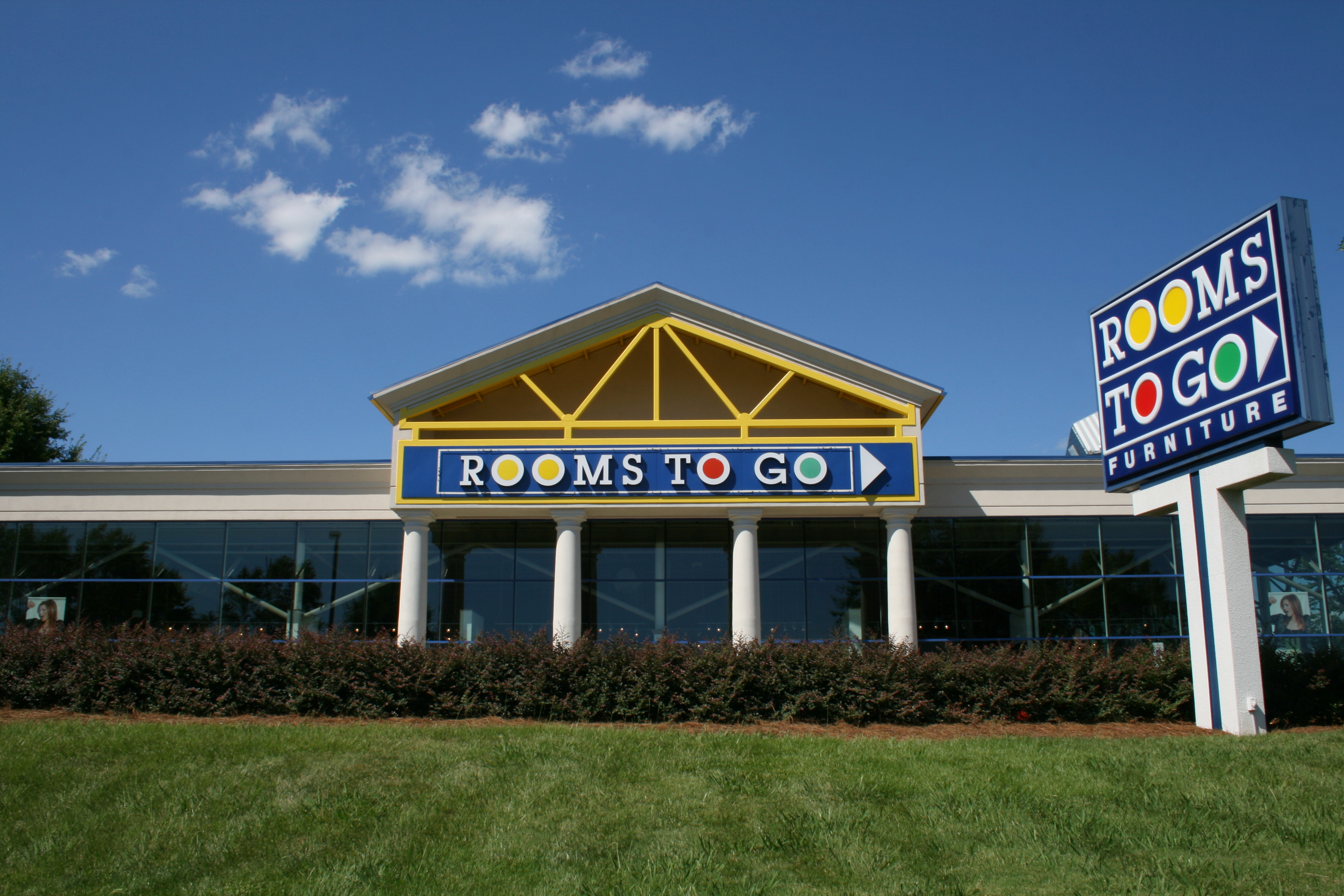
Prodej nábytku v Durhamu

Hlavní průmyslovými odvětvími státu je výroba nábytku a textilu, tradiční odvětví v Severní Karolíny. Nábytek se vyrábí převážně v Piedmont Triad, kde je zaměstnáno v nábytkářském průmyslu více než 60 procent v nábytkářském průmyslu zaměstnaných osob v Severní Karolíně. V obou odvětvích je zřetelný trend přesunu výroby do zemí s nižšími mzdovými náklady. Od roku 1990 bylo 40 procent textilních závodů uzavřeno, počet zaměstnanců poklesl v textilním průmyslu z 233 tisíc zaměstnaných osob v roce 1990 o více než 60 procent na 80 tisíc v roce 2006. Vyrábí se také součástky k automobilům, v Greensboro je ústředí amerického výrobce autobusů Setra, která patří k Daimler AG.

### Finance a banky

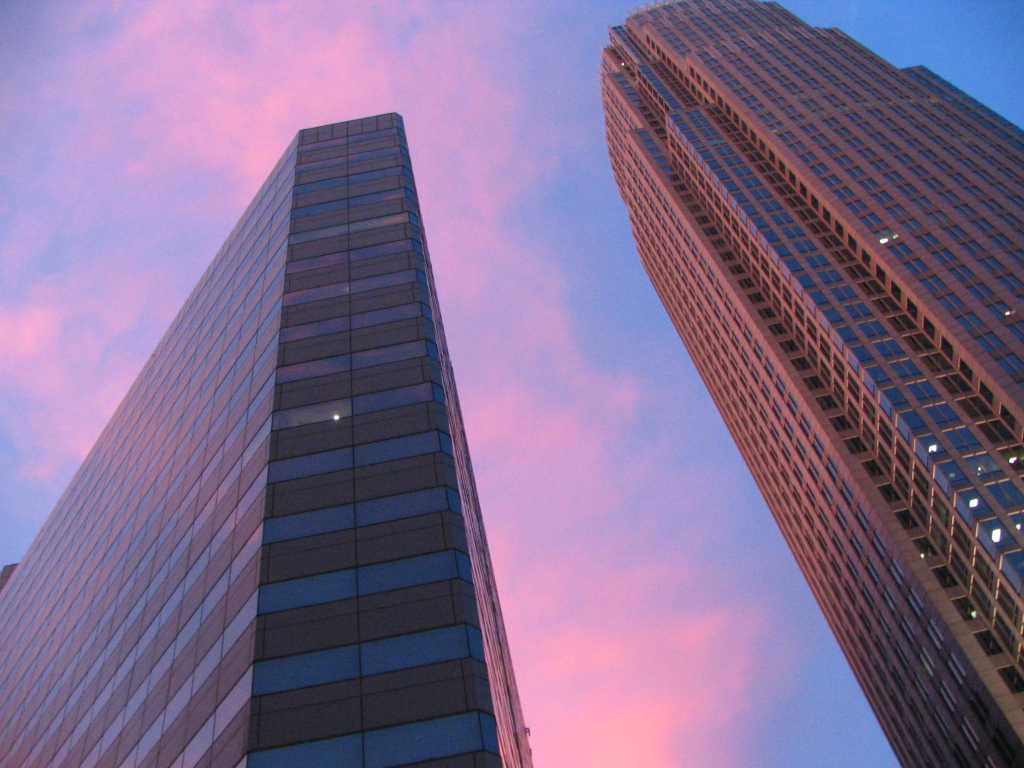
Budova Bank of America v Charlotte (vpravo)

Finanční a bankovní sektor se značnou měrou podílel na ekonomickém růstu v Severní Karolíny v poslední dekádě 20. století a v prvních letech 21. století. Od roku 1997 rostl nepřetržitě rostl o 9 procent ročně a po roce 2002 byly zaznamenány přírůstky vyšší než 25 procent ročně. V roce 2007 byl finanční sektor po veřejné správě a odvětvích zpracovatelského průmyslu třetím nejdůležitějším ekonomickým odvětvím. Počet pracovních míst vzrostl ze 75 tisíc v roce 1998 na zhruba 104 tisíc míst, přičemž se mzdy více než zdvojnásobily. Na spolkové úrovni Severní Karolína získala v bankovním sektoru větší vliv, národní a regionální banky jako Bank of America, Wachovia nebo ve Wilsonu založená Branch Banking & Trust, mají své sídlo v jedné z metropolitních oblastí státu.

### Armáda

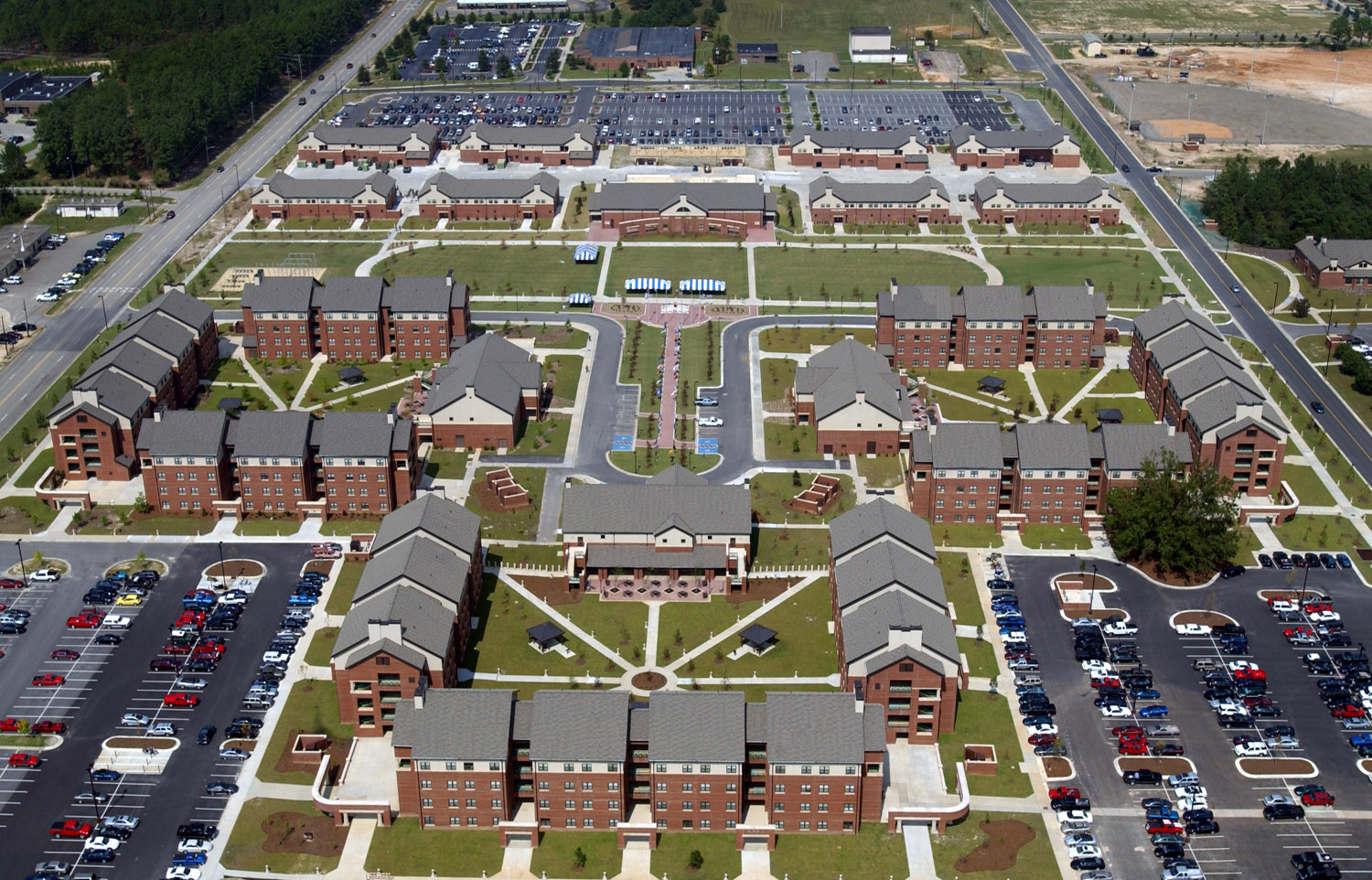
Kasárna 1st Brigade v Fort Braggu, největší vojenské základny Spojených států

Armáda je důležitým hospodářským faktorem ve státě. V Severní Karolíně mají vojenské základny dlouhou tradici, země slouží jako dodavatel zbrojního průmyslu, armády a jejích zařízení, a armáda je vnímána velmi pozitivně. V zemi jsou největší a nejrozsáhlejší vojenské základny ve Spojených státech, ve Fort Braggu kde je rovněž vrchní velitelství U.S. XVIII Corps, 82. výsadkové divize Spojených států amerických a United States Special Operations Command, které se nachází nedaleko pobřežního města Fayetteville. Nedaleko města se nachází Pope Air Force Base, která slouží jako letiště pro Fort Bragg. Letectvo Spojených států amerických udržuje 4th Fighter Wing a 916th Air Refueling Wing na Seymour Johnson Air Force Base v Goldsboro. Pobřežní stráž Spojených států amerických zde má jednu z větších leteckých základen a výcvikový tábor, Coast Guard Air Station v Elizabeth City, kde se nachází také pět velitelství pobřežní stráže. Centrální základnou pro námořní jednotky v sektoru Severní Karolíny, ke kterému patří District Five US Coast Guard, je Fort Macon v Atlantic Beach. Dále se nachází jednotlivé posádky v Southportu, Wilmingtonu, Wrightsville Beach, Morehead City a Cape Hatteras.
Největší koncentrace námořních vojenských přístavů na světě, námořní pěchoty a vojáků se nachází v oblasti kolem města Jacksonville. Oblasti jsou umístěny námořní základny MCB Camp Lejeune, MCAS Cherry Point (v Havelocku), MCAS New River, MCB Camp Geiger a MCB Camp Johnson. MCAS Cherry Point je základna II. Marine Expeditionary Force, která je jedním ze tří velkých armádních sborů americké námořní pěchoty.

## Doprava

### Silniční doprava

Highway 1

Dopravní infrastruktura Severní Karolíny je navržena jako na většině území Spojených států k provozu motorových vozidel. K dispozici je dobře rozvinutá vnitrostátní silniční síť, která je velmi dobře napojena na celoamerickou silniční síť. Státem vede několik interstates, včetně 26, 74, 85 a 95 a také několik celoamerických dálnic. Mezi nimi je jedna z hlavních cest jihu na sever země, U.S. Highway 1, která vede z floridského Key West podél východního pobřeží Severní Karolíny na kanadskou hranici. Dálniční síť je celkem 126,5 tisíce kilometrů dlouhá, Severní Karolína má největší státem financovanou dálniční síť ve Spojených státech. Stát spravuje celkem 18 540 mostů o celkové délce něco málo přes 606 km. Nejdelší most o délce 8,4 km v Severní Karolíně spojuje Roanoke Island s Manns Harbor.

### Železnice

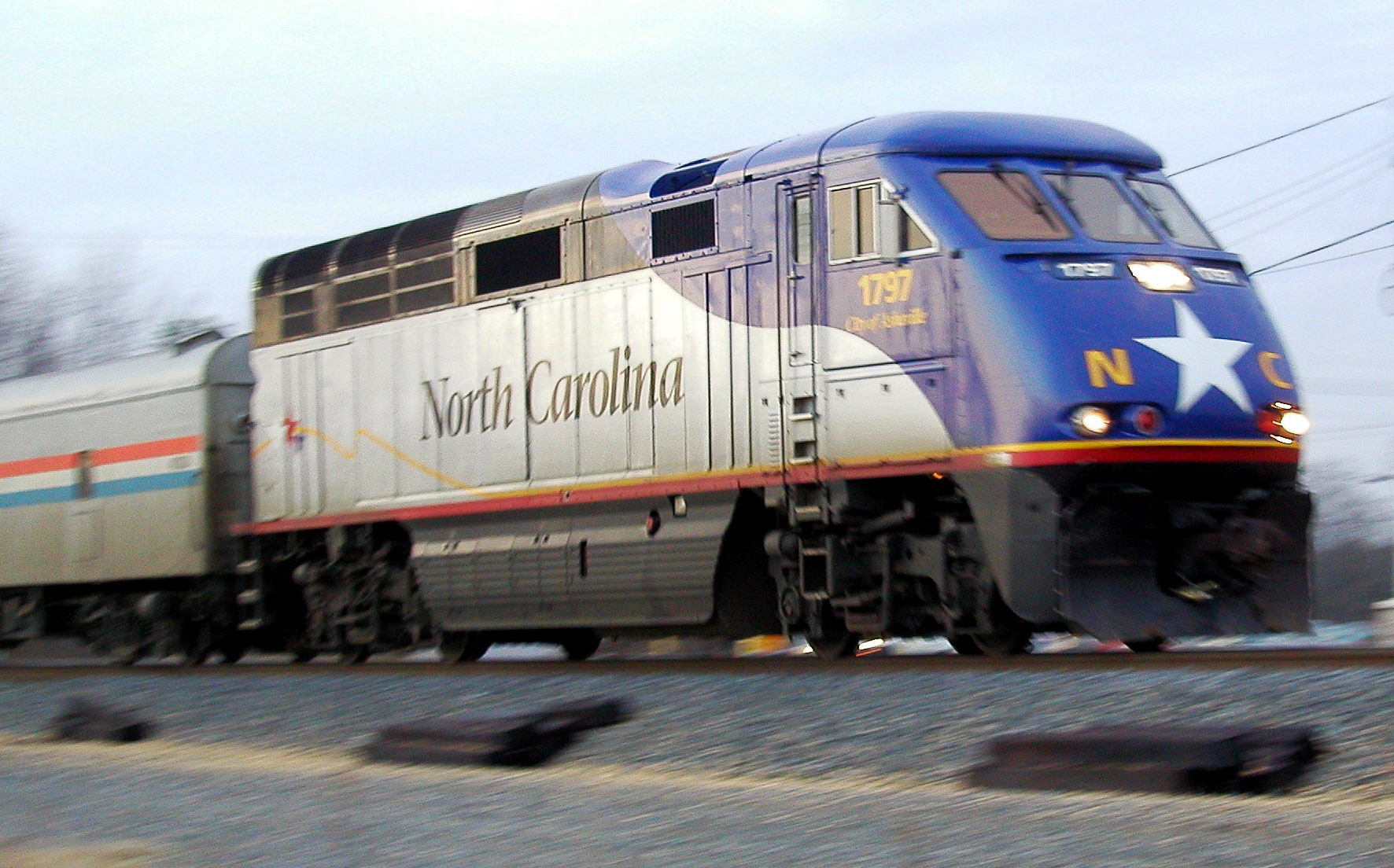
Piedmont na trase mezi městy Raleigh a Charlotte

První železnice byla uvedena do provozu v roce 1833, o rok později byla založena Wilmington and Raleigh Railroad jako první železniční společnost v Severní Karolíně. V roce 1848 byla založena státem vlastněná North Carolina Railroad Charlotte s Atlantikem a měla velký vliv na hospodářský rozvoj země. V roce 2006 měla železniční síť délku 5200 km, je provozováno 23 nákladních železničních tratí, včetně CSX Transportation a Norfolk Southern. Vzhledem k poloze v Severní Karolíny, se železniční tratě používají především k tranzitní dopravě; ve směru sever jih spojují metropolitní oblast New Yorku, Philadelphie a Washingtonu, s New Orleansem a s Floridou, trasy z východu na západ vedou z Chicaga a z Detroitu do oblasti Atlantiku. V Severní Karolíně jsou dále v provozu železnice využívané turisty.
V fázi projektu se nachází Southeast High Speed Rail Corridor, vysokorychlostní linka mezi Washingtonem a Charlotte, která má být uvedena do provozu v roce 2020. Osobní dopravu zajišťuje státní společnost Amtrak. Jednou denně spojuje rychlík Carolinian Charlotte s New York City. Ostatní nadregionální vlaky zastavují v Severní Karolíně na trase na Floridu, do New Orleansu a Savannahu. Piedmont pojmenované meziměstské spojení jezdí denně mezi městy Raleigh a Charlotte. Celková doba cestování téměř 300 km dlouhou vzdálenost činí tři hodiny.

### Veřejná doprava

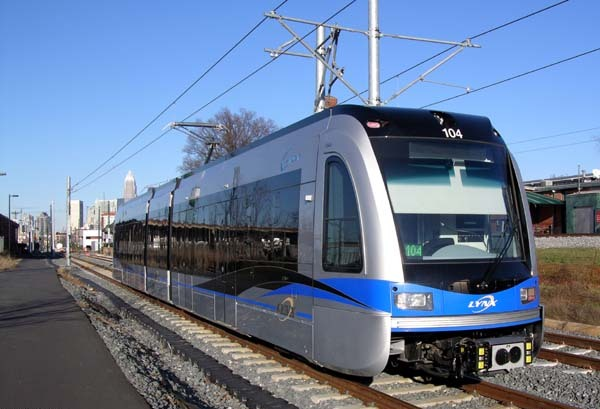
Lehká železnice Charlotte Area Transit Systems

Ve větších městech zejména v metropolitních regionech získává získává stále větší podporu veřejná doprava, města se stále častěji zakládají veřejná dopravní sdružení, které nabízejí dopravní služby a veřejnou dopravu. Patří mezi ně městské dopravní systémy, jako například Charlotte Area Transit System (CATS), který provozuje i tramvaje a moderní vlaky (Light Rail) do vzdálenějších předměstí. Hlavní město Raleigh se svojí společností Capital Area Transit má pouze veřejnou autobusovou dopravu, pokus o lehké meziměstské železnice dopravy mezi Durhamem a Raleigtem selhal. Dalším významným autobusovým dopravcem je státní Triangle Transit Authority, který spojuje města metropolitního regionu Raleigh Durham Cary. Chapel Hill je jediné město v Severní Karolíně, kde je městská autobusová doprava zdarma a také připojen této k meziměstské síti.

### Letecká doprava

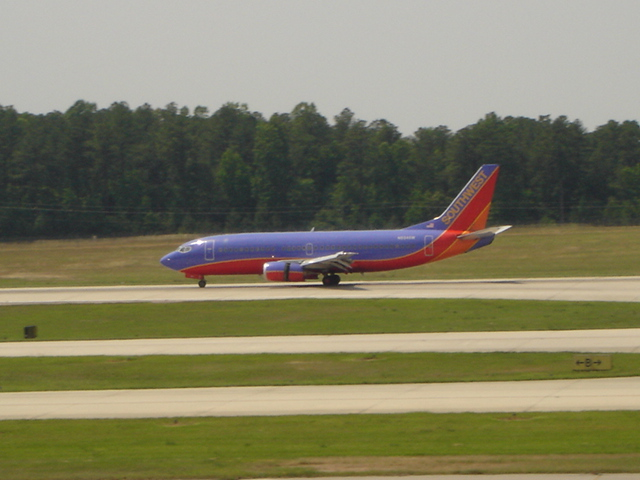
Přistání letadla společnosti Southwest na dráze 23R na letišti v Raleigh-Durhamu

Mezinárodní letecké spojení do Severní Karolíny provozuje Charlotte Douglas International Airport v Charlotte, které slouží americkým leteckým společnostem jako přestupní letiště a nabízí přibližně 580 letů denně a má nepřetržitý provoz. Raleigh-Durham International Airport v Raleighu a Durhamu s 400 lety denně je mezinárodním letištěm, nabízí i lety do Kanady a Anglie. Letiště s národním a regionálním významem jsou Piedmont Triad International Airport v Greensboro, ve Winston-Salem a v High Pointu, Wilmington International Airport ve Wilmingtonu, Asheville Regional Airport v Asheville, Pitt-Greenville Airport v Greenville, Fayetteville Regional Airport v Fayetteville a der Craven County Regional Airport v New . Pro soukromé letectví jsou k dispozici některá z menších letišť, včetně Albert J. Ellis Airport v Jacksonville a pro golfové turisty je určeno Moore County Airport v Pinehurstu.

## Osobnosti

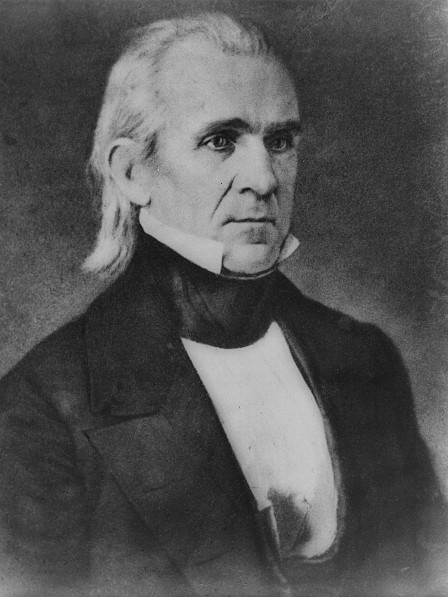
James Knox Polk, narozený 14. února 1849, 11. prezident Spojených států. Fotografie Mathew B. Brady

V Severní Karolíně se narodilo mnoho lidí, jejichž význam přesáhl hranice státu. Richard Dobbs Spaight (1758-1802) byl jedním ze signatářů americké ústavy, James K. Polk (1797-1849) byl 11. prezidentem Spojených států amerických, v roce 1936 narozená Elizabeth Dole byla senátorkou a ministryní dopravy za vlády Ronalda Reagana. Ze Severní Karolíny je v roce narozený 1937 ekonom Daniel McFadden získal v roce 2000 Nobelovu cenu za ekonomii, a dvojnásobný nositel Pulitzerovy ceny a vydavatel listu The Wall Street Journal, Vermont C. Royster (1914-1996). Herečka Ava Gardner (1922-1990), stejně jako její kolega a zpěvák gospelové hudby Andy Griffith (1926-2012) se též narodili v Severní Karolíně, též hip hopový producent 9th Wonder (1975), zpěvačka Tori Amos (1963) a jazzový hudebník John Coltrane (1926-1967). Spisovatel Charles Frazier (1950), který se zabývá svojí vlastí ve svých dílech, a kazatel Billy Graham (1918-2018) jsou rodáci ze Severní Karolíny.